# Національний музей народної архітектури та побуту України
«Націона́льний музе́й наро́дної архітекту́ри та по́буту Украї́ни» (популярні назви, що походять від назви однойменного села: «Пирогів», «Музей просто неба в Пирогові») — музей просто неба, скансен, архітектурно-ландшафтний комплекс усіх історико-етнографічних регіонів України. Розташований на південній околиці Києва, у Голосіївському районі, поблизу місцевості Пирогів. Загальна площа — 133,5 га.
Поруч розташовані Клінічна лікарня «Феофанія», Національний експоцентр України, Інститут бджільництва ім. П. І. Прокоповича, Національний музей бджільництва України, Головна астрономічна обсерваторія Національної академії наук України, Садово-парковий комплекс НАН України «Феофанія».

## Походження назви місцевості

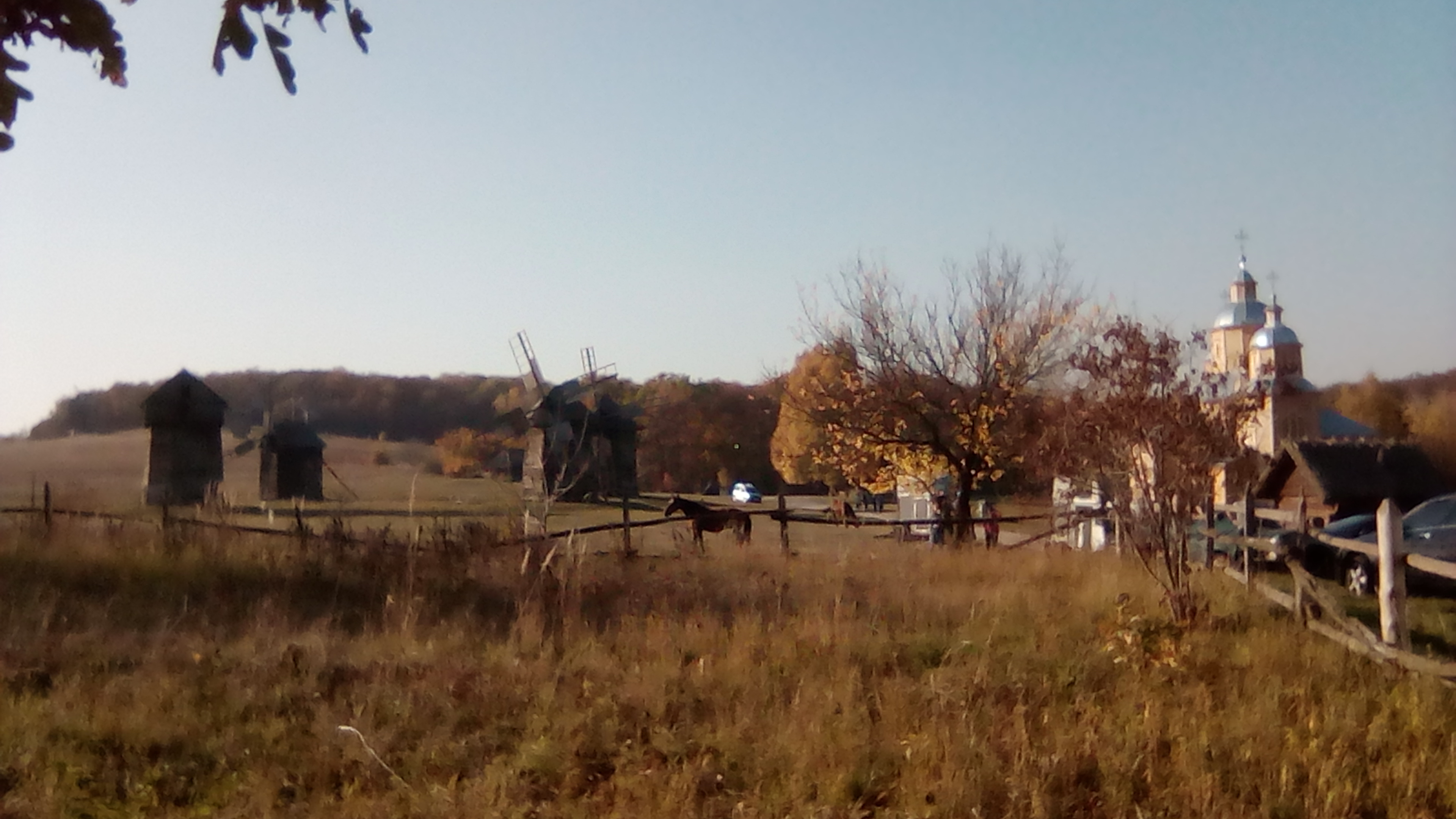
Пирогів

Назва походить від назви колишнього села, а нині місцевості «Пирогів» у південній частині Києва.
Інколи зустрічається неправильна назва «Пирогове» — калька з неправильної назви російською мовою рос. «Пирого́во». Правильна назва російською мовою: рос. «Пирого́в».

## Історія створення
Заснований 6 лютого 1969 року. Цьому передувала низка громадських ініціатив, зокрема публікація відкритого листа з ініціативи відомих українських вчених і культурних діячів про необхідність створення музею народної культури в Києві від 14 серпня 1965 року в газеті «Літературна Україна». Урядова програма, схвалена партійним керівництвом УРСР, була розроблена з ініціативи та за безпосередньої участі тодішнього заступника Голови Ради Міністрів Української РСР (1961—1978), голови Українського товариства охорони пам'яток історії та культури (1967—1988, далі: Товариство) Петра Тимофійовича Тронька (1915—2011), якого слушно вважають фундатором музею.  Голова Ради Міністрів Української РСР О. П. Ляшко у своїх спогадах називав його не лише ініціатором, але й душею створення музею. П. Т. Тронько також особисто вибрав місце розташування музею та забезпечив землевідведення.
6 лютого 1969 року була прийнята Постанова № 105 Ради Міністрів УРСР «Про створення Державного музею народної архітектури та побуту Української РСР». Відповідно до тексту Постанови Музей планували розмістити неподалік села Пирогів Києво-Святошинського району Київської області, розробка завдання на проектування Музею і виконання покладалося на Міністерство культури, Національну академію наук України, Держбуд України, Українське товариство охорони пам'яток історії й культури. Київський науково-дослідний проектний інститут містобудування у співавторстві з архітектором Валерієм Романовим розробив Проект, а 18 травня 1970 р. урядом України його було ухвалено.
Стратегія й ідея розташування експонатів за проектом базувалась на таких постулатах: збереження і відтворення традиційної архітектури України, популяризація народних промислів і ремесел, дослідження народного мистецтва через відображення історико-етнографічних регіонів України, зокрема Середньої Наддніпрянщини, Слобожанщини, Полісся, Поділля, Карпат, Півдня України. Регіони розміщувались у відповідності до географічної специфіки у відповідних етнографічних, ландшафтних і природних зонах.
У проекті Музей був поділений на декілька функціональних зон, а саме: експозиційна — де розміщувались етнографічні пам'ятки й пам'ятки традиційної народної архітектури; адміністративно-наукова — де розміщувався адміністративний і науковий корпус, виставкові павільйони, ресторан приблизно на 300 місць, співоче поле на 10 тисяч глядачів, науково-дослідний інститут етнографічного музеєзнавства АН України та ін.; і виробничо-господарська — де розміщувалися б майстерні для реставраційних робіт та господарські будівлі.
Процес створення й наповнення колекції музею розтягнувся на 7 років, протягом яких доводилося долати складнощі, пов'язані не тільки з підбором експонатів, але і з партійними інтригами. Як згадує про цю ситуацію в одному зі своїх інтерв'ю Тронько П. Т.: "Сталося так, що для створення експозиції повз будівлю ЦК КПУ по вулиці Орджонікідзе везли в вантажівці розібраний вітряк. Може бути, Володимир Васильович Щербицький побачив це з вікна, але, швидше за все, «доброзичливці» доповіли про збір патріархальщини. Загалом, перший секретар ЦК мені подзвонив і сказав: «Петро Тимофійович, ти що там мотлох возиш? Тобі що, робити нічого?» Я йому спокійно у відповідь: «Ви колись мені за цей мотлох спасибі скажете».
Демонтаж, консервацію, перевезення, реставрацію та встановлення на місці пам'яток народної архітектури (будинків, господарчих споруд, дерев'яних церков, вітряків тощо) здійснювала спеціалізована реставраційна майстерня музею.
Одночасно співробітники музею здійснювали пошук та збір цінних пам'яток етнографії, декоративно-ужиткового мистецтва, народних одягу, меблів, дерев'яного і глиняного посуду, чоловічого і жіночого одягу, музичних інструментів тощо. Колекції музейних фондів розміщувалися у 19 корпусі Києво-Печерської лаври на вул. Січневого повстання, 21 (тепер — Лаврська), у приміщенні колишньої кірхи на вул. Ф. Енгельса (тепер — Лютеранська), у допоміжних спорудах безпосередньо на території музею.
Офіційно експозиція музею була відкрита для відвідувачів у 1976 році.
21 липня 2008 року Президент України Віктор Ющенко своїм Указом надав музею статус Національного.
На території музею зосереджено 277 архітектурних експонатів народного будівництва XVI—XX століть. Садиби з сільськими хатами й господарськими будівлями сформовано з документальною достовірністю та згруповано відповідно до особливостей планування поселень того чи іншого історико-етнографічного регіону.
У фондах музею зберігається понад 80 тисяч предметів побуту, творів народного мистецтва, знарядь праці. Найцікавішими з експонатів обладнано інтер'єри будівель.
Працює музей щодня з 9 до 18 години.

## Керівники
1. Тронько Петро Тимофійович (1969—)
У 2016 році в Національному музеї народної архітектури та побуту України, на території експозиції «Українське село 60‒70-х рр. XX ст.», відкрито будинок-музей П. Т. Тронька[2]
2. Ходаківський Микола Степанович (1989—2006),
3. в.о. Василенко Тамара Миколаївна (2006—2009),
4. Федака Павло Михайлович (2009—2012),
5. Заруба Дмитро Васильович (2012—2015),
6. Бойко Юрій Анатолійович (2015—2017),
7. Повякель Оксана Теодозіївна (2017—)

## Дерев'яна архітектура

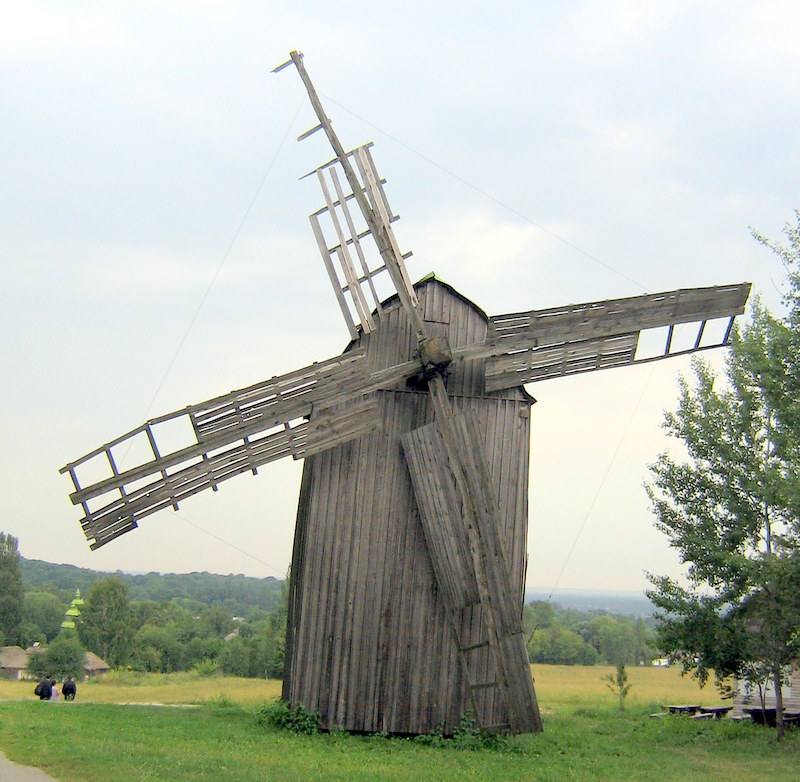
Вітряк біля входу до музею

З давніх-давен більша частина території сучасної України була вкрита лісами. Навіть на широких степових просторах Південної України, у долинах річок росли великі діброви. Тож дерево було найпоширенішим матеріалом, з якого предки сучасних українців не лише зводили різноманітні будівлі, а й виготовляли все необхідне для життя: меблі, посуд, хатнє начиння, господарський реманент, виробниче устаткування, транспортні засоби.
Основним і наймасовішим витвором дерев'яної архітектури в Україні завжди залишалося житло. Народне житлове будівництво було водночас консервативним, зберігаючи тисячолітні традиції, і сприйнятливим до новацій. Метод створення традиційного народного житла відрізняється від сучасного проектування: житлові будинки, а також господарські споруди будували не за проектами, а за зразками вже існуючих будівель і згідно з традиціями, властивими певному регіону чи навіть окремому селу. Ці народні будівельні традиції, як і пісенний фольклор, передавалися з покоління в покоління.

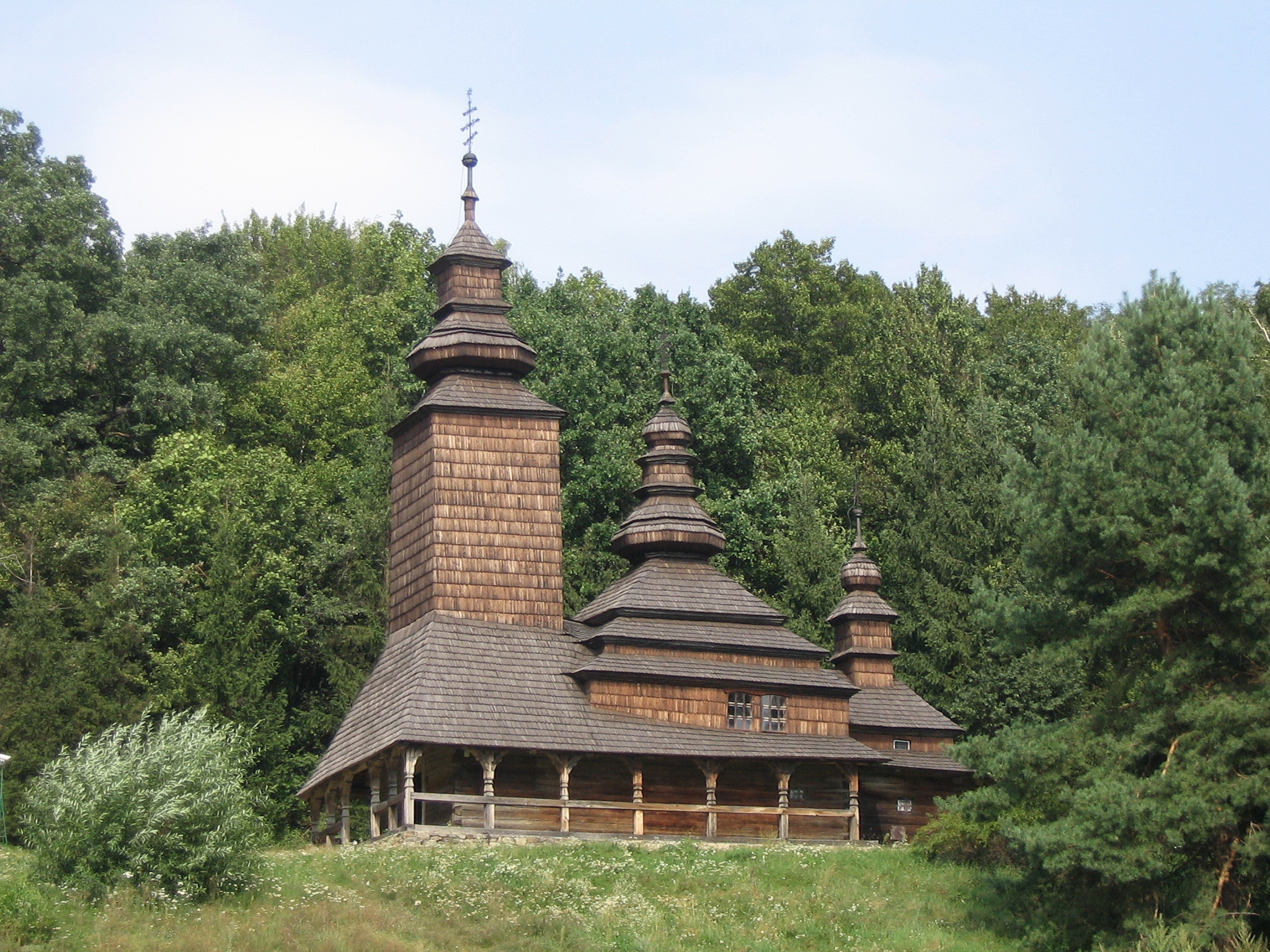
Церква св. Покрови із села Канора

В Україні житлові будинки для постійного мешкання називаються хатами, а для сезонного чи тимчасового — колибами, куренями. Не менш важливими, ніж хати, були господарські споруди, що утворювали комплекс селянського двору: комора для зберігання всього найціннішого, погріб, стайня, возівня, де тримали вози й ґринджоли (сани), хлів для худоби, саж для свиней, курник, нерідко — колодязь із «журавлем», а також клуня для зберігання необмолоченого хліба, що ставилася окремо. Селянське обійстя поділялося на дві половини: так званий чистий двір і господарський. Неодмінною приналежністю кожної садиби були сад і город. Суворі історичні умови привели до появи унікального явища — окружного двору, який у Карпатах називали ґраждою. У ньому всі будівлі й споруди групувалися довкола внутрішнього двору, утворюючи невелику фортецю з глухими зовнішніми стінами й однією брамою.

## Традиційна українська хата
Традиційна українська хата є справжнім шедевром, в якому поєдналися виняткова раціональність задуму та високий мистецький рівень виконання. Найчастіше її робили з одним житловим приміщенням, до якого могли прилягати допоміжні — сіни, комора; а також із двома житловими приміщеннями, з якими
поєднувалися у різних комбінаціях допоміжні й навіть виробничі. Матеріалом для стін слугувало дерево в різних варіантах: зруб із колод, брусів чи плах, каркас із комбінованим заповненням (дрібне дерево, хмиз, глина з соломою). Найкращим деревом для стін вважалася липа. Дахи вкривали соломою, очеретом, дрібними дерев'яними дощечками — ґонтом чи дранкою.

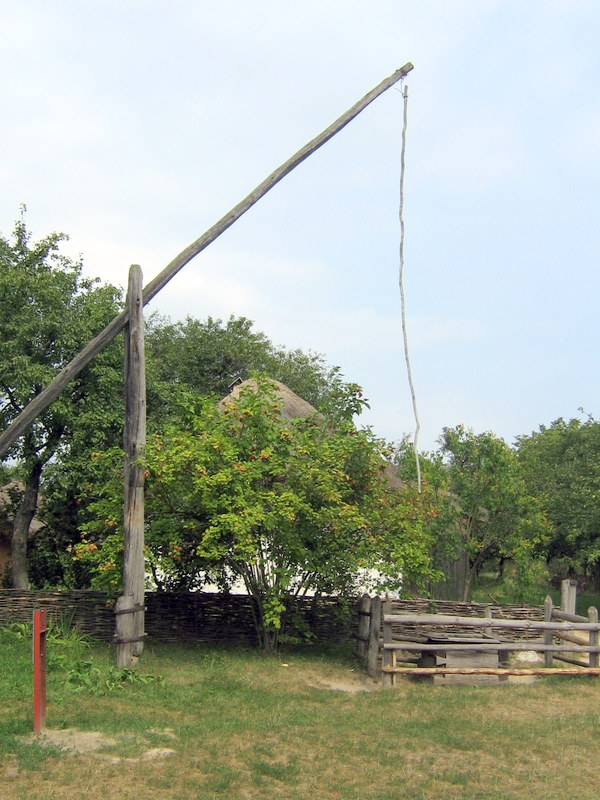
«Журавель»

Декор в українській дерев'яній архітектурі був дуже різноманітний і вишуканий, проте заснований на суто раціоналістичних засадах: прикрашали тільки ті частини будівлі, що завжди були на видноті; застосовували принцип художнього контрасту (контраст кольору, форми, матеріалу, фактури), який при мінімумі вжитих засобів давав максимальний мистецький ефект.

## Громадські селищні будівлі
Окрім споруд традиційного селянського двору, старе українське село створило прекрасні зразки громадських будівель. До них належать церква, школа, сільська управа, корчма, гамазей (велика комора для зберігання громадських запасів зерна). Життя й економічна діяльність були б неможливими без відповідних виробничих споруд: тартаків (лісопилок), сукновалень, олійниць, крупорушок, кузень.
Традиційні українські млини — це витвори народної інженерної думки, що забезпечували потреби старого українського села в доступній, дешевій та екологічно безпечній енергії. Найстародавнішими на теренах України є водяні млини, вітряні з'явилися тільки у 18 ст.

## Церковні споруди
Найвищих злетів українська дерев'яна архітектура досягла в церковному будівництві. Саме у цій сфері створено шедеври архітектурного мистецтва: величні собори та маленькі каплички, парафіяльні церкви та дзвіниці, огорожі, брами та башти, оскільки храм — не лише осередок духовного спілкування людини з Богом, а і також центр громадського життя.

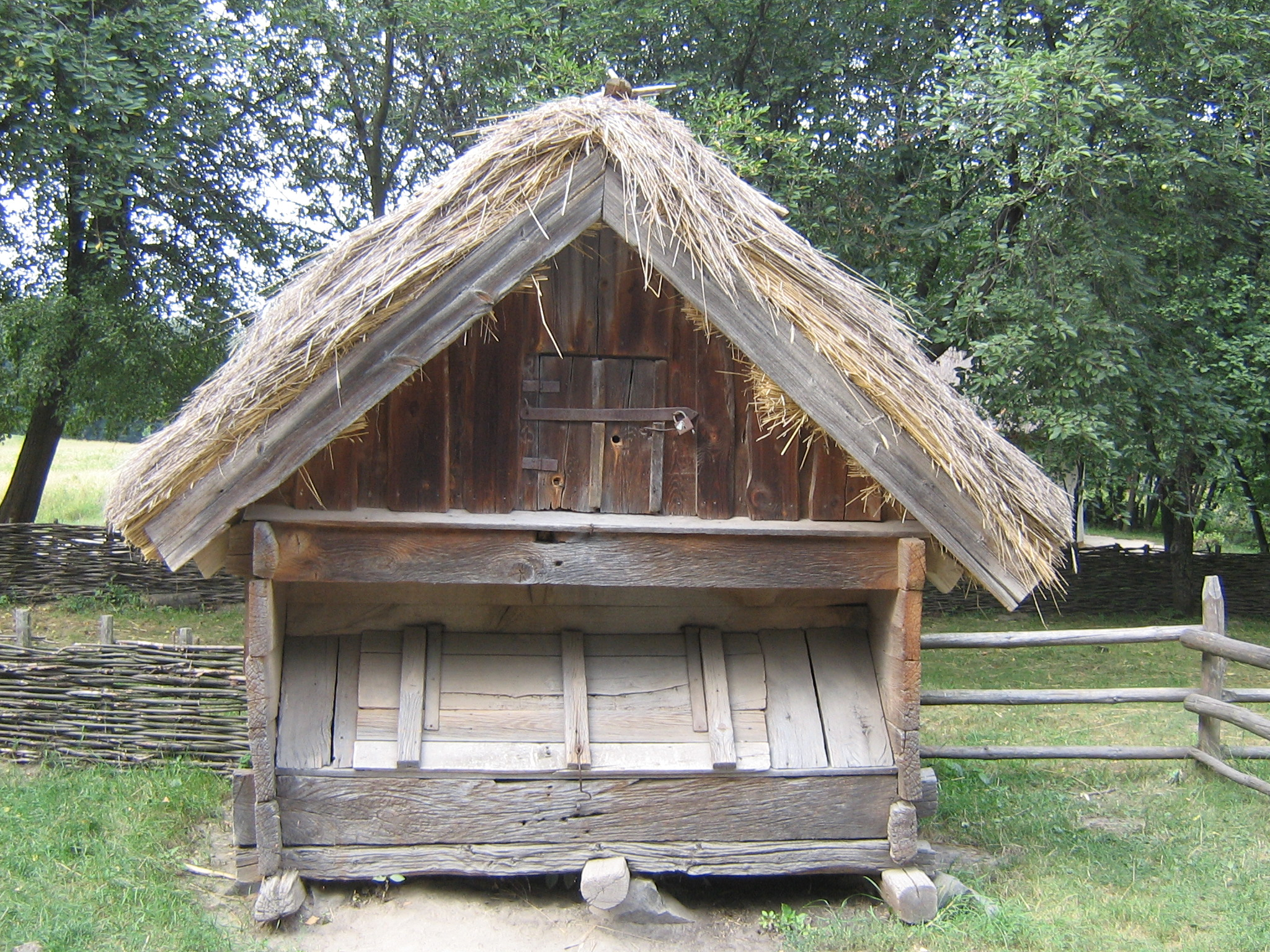
Саж
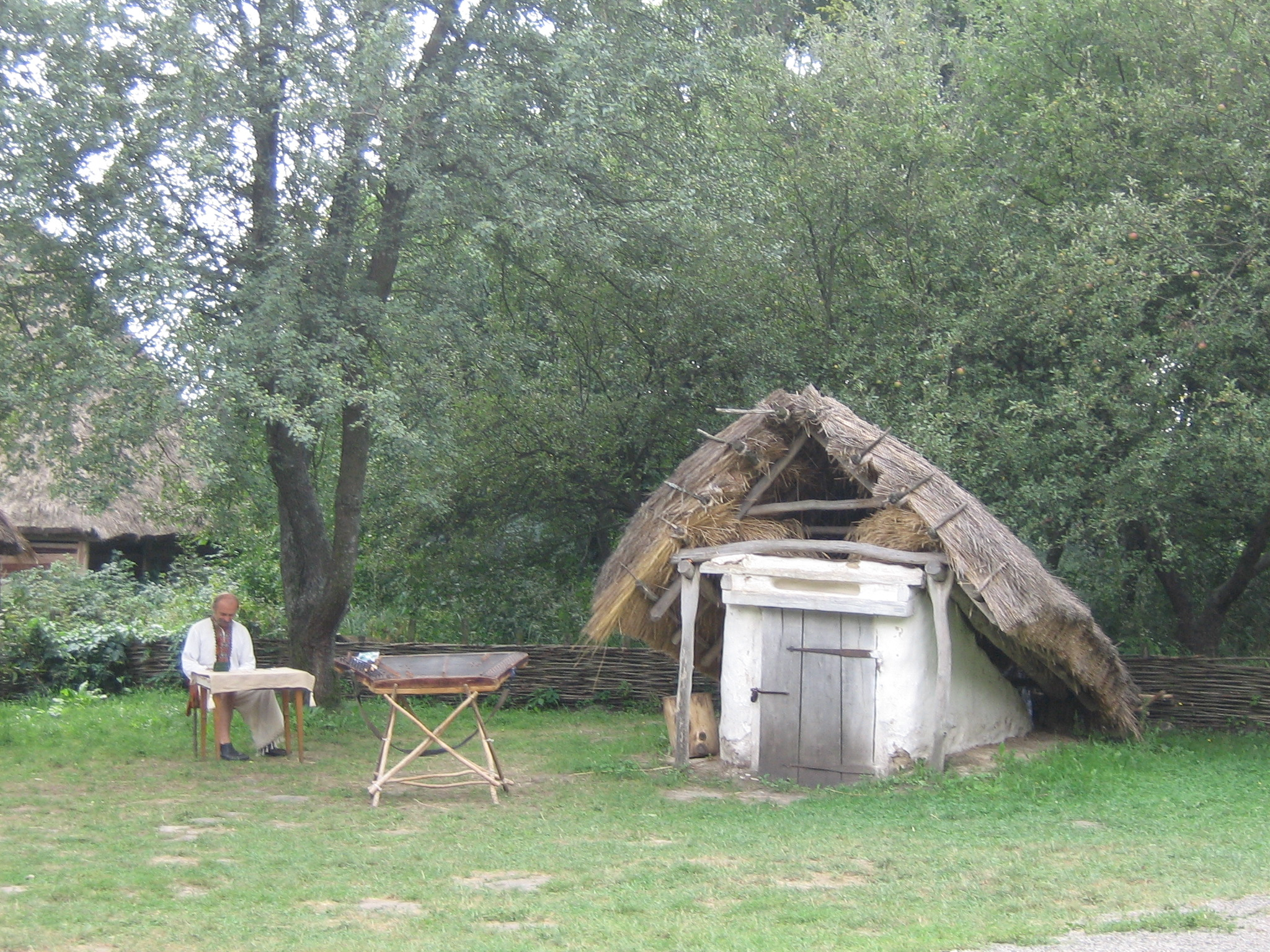
Погріб
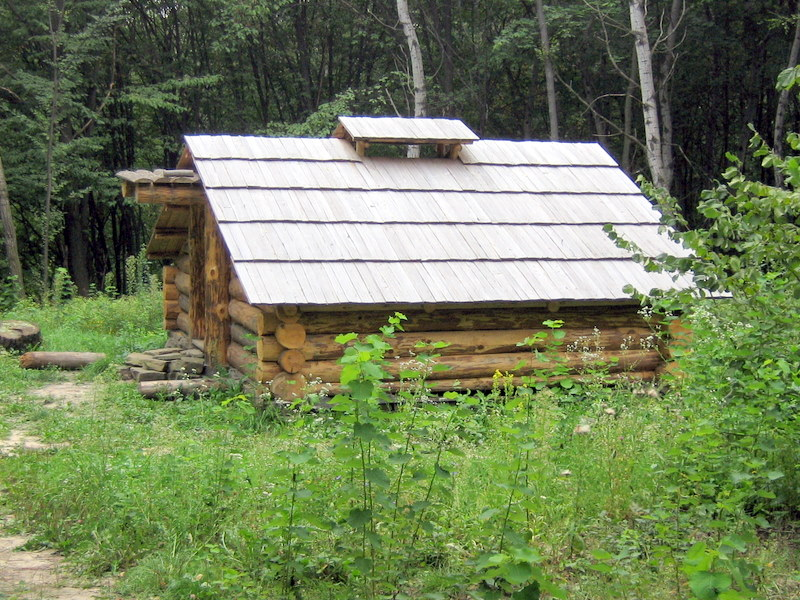
Колиба із урочища Волове
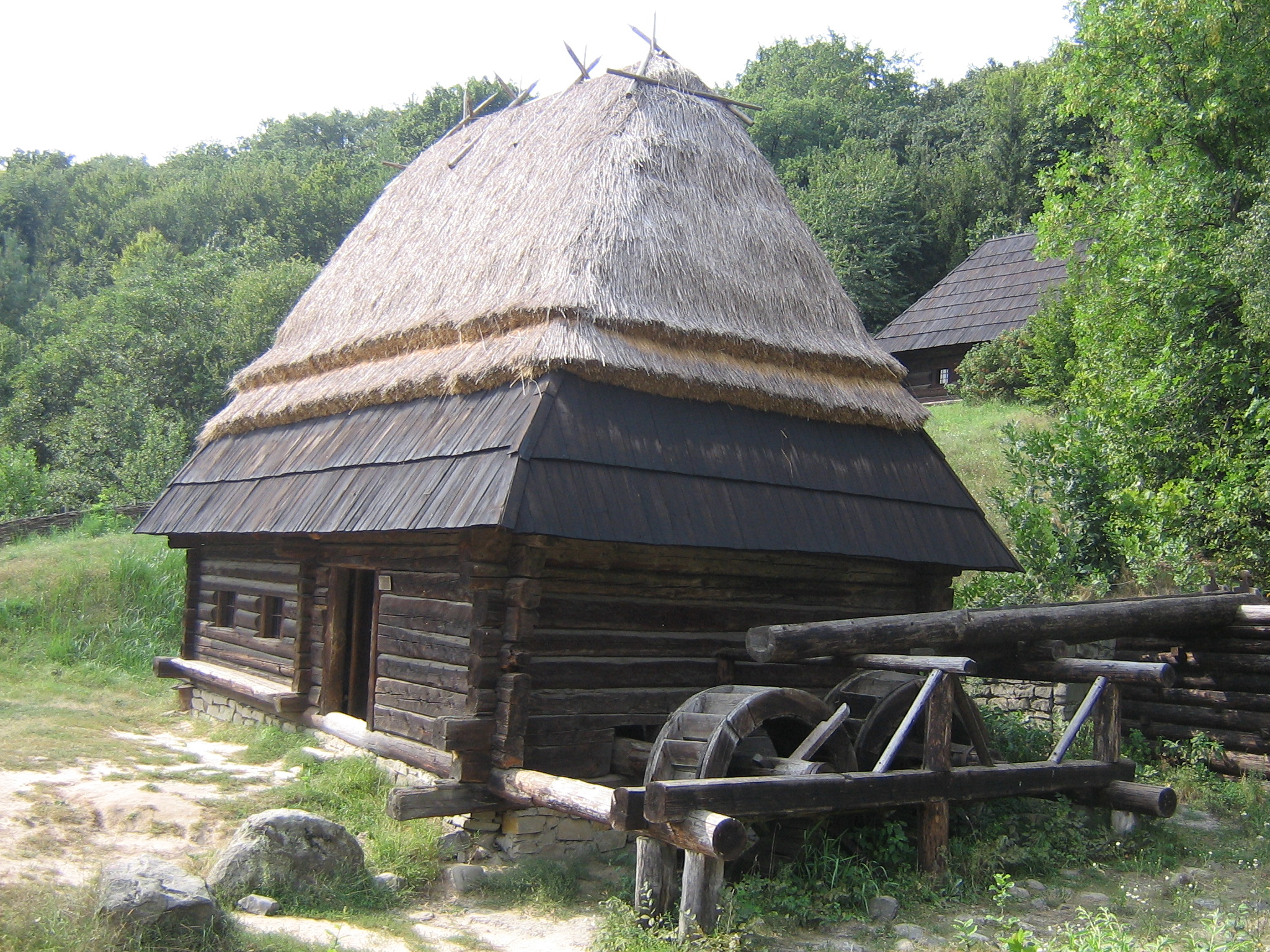
Млин із села Пилипець

### Символіка житла

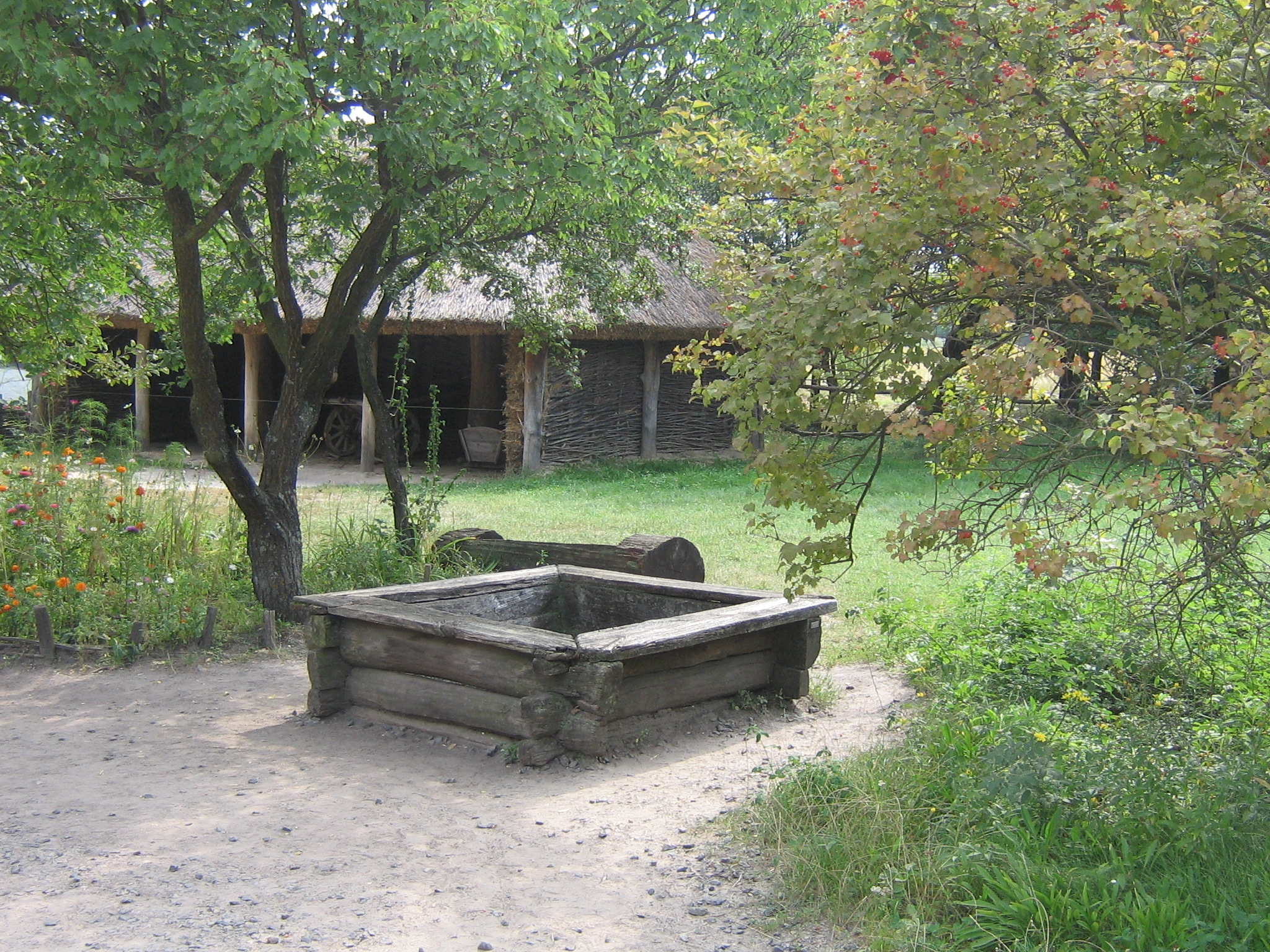
Криниця та лава для відпочинку

Селянська хата була не тільки річчю, але й досить змістовним знаком, що виконував естетичну та магічну функції. Так, просте споглядання садиби, житла та господарських споруд давало змогу визначити заможність та уподобання господаря; зручність місця для будинку та підходів до нього свідчили про шанування господарем певних народних знань; чисто підведені призьба, стіни, вікна засвідчували те ж саме і про господиню; наявність намальованих знаків, червоних квітів чи пташок на хвіртці, воротах або над вікнами промовляла про те, що у даній оселі є на виданні дівка чи парубок. Для того щоб зацікавлені мали привід зупинитися і довідатися про все детальніше, біля воріт від вулиці була закопана лава для відпочинку, а неподалік, на межі садиби з вулицею, знаходилася криниця, де можна було напитись води та напоїти коней чи волів, перепочити, почути якісь новини.

Розглядаючи хату, можна було побачити віконні та дверні пройми, пофарбовані в інтенсивно червоний колір, що символізував очищення вогнем «усього входящого». Функцію оберегу виконували також наведені крейдою хрестики навколо вікон та дверей. Оберегами слугували й рушники, якими оздоблювали вікна та двері. Їхня вишивка обов'язково відрізнялась від тієї, якою вишивали рушники для картин та ікон.

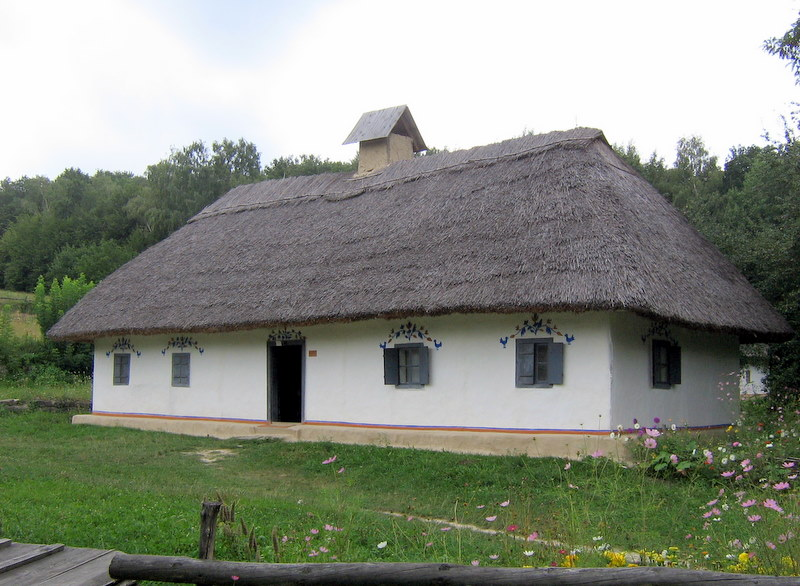
Пташки над вікнами. Тут дівка на виданні

 Неодмінними хатніми амулетами були часник та підкова. Останню прибивали до порога чи біля нього. Часник та різні трави розвішували навколо дверей та вікон.
Широко побутували настінні розписи, які найчастіше несли в собі віддалені мотиви календарних, релігійних та сімейних свят. Умовність форми й колориту цих розписів, далеких від натуральних рослин, свідчить про те, що вони мислились і як сакральний акт. Проте вже на кінець XIX ст. декоративні мотиви розпису традиційного житла чимдалі втрачали свій символічний зміст.
Настінні розписи традиційно розміщували переважно трьома горизонтальними смугами: середня визначалася висотою вікон, а дві інші — відстанню від вікон до даху та призьби. Триподільна система — явище не випадкове, адже й житло також ділиться по вертикалі на три частини: призьба, стіни, дах. У житловій кімнаті найчастіше було три вікна, на фасадній стіні — три отвори (двері та два вікна), більшість традиційних хат мала триподільне планування. З появою віконного скла великих розмірів швидко набули широкого побутування вікна на три шибки.

### Інтер'єр житла

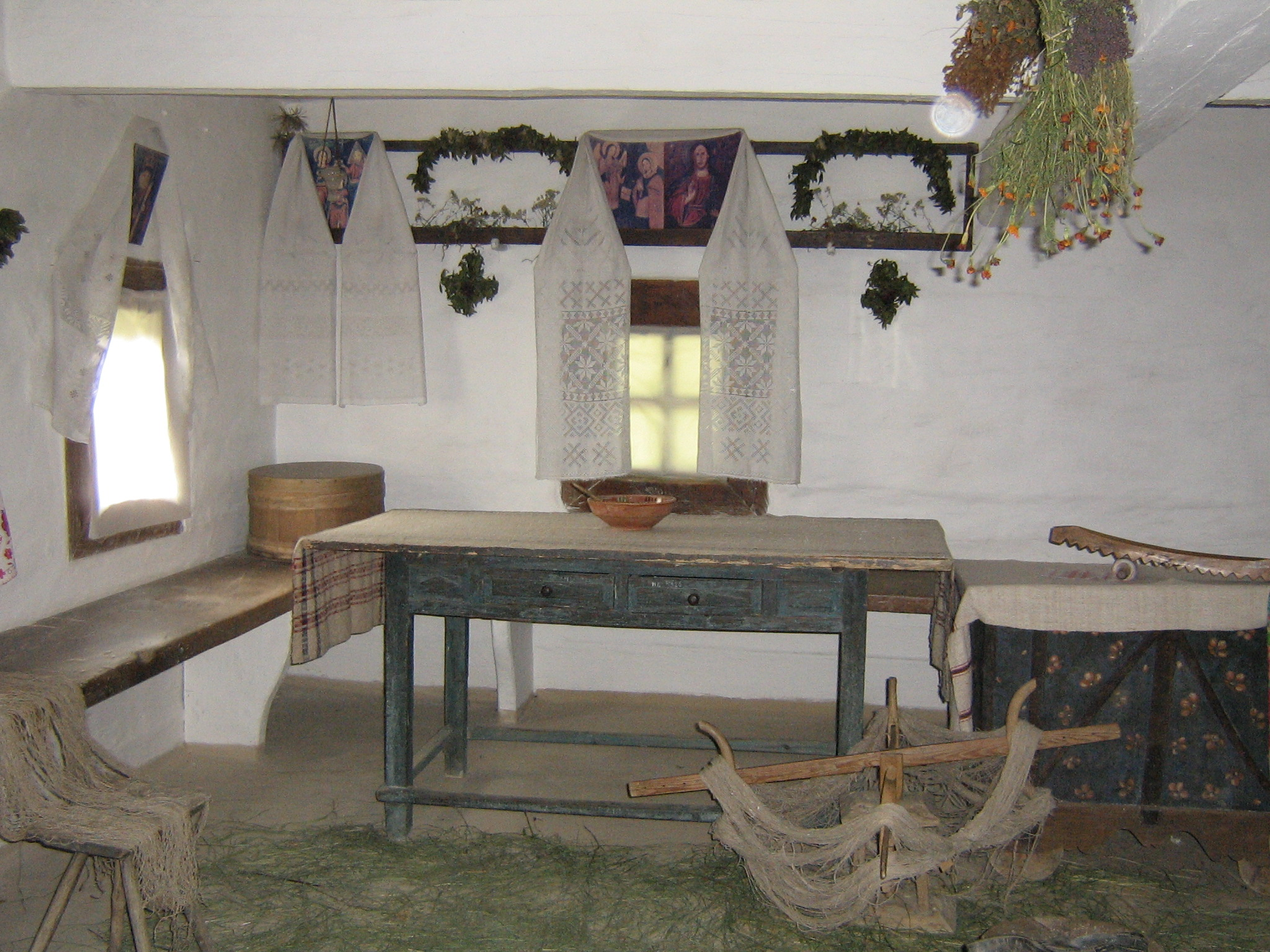
У хаті рибалки

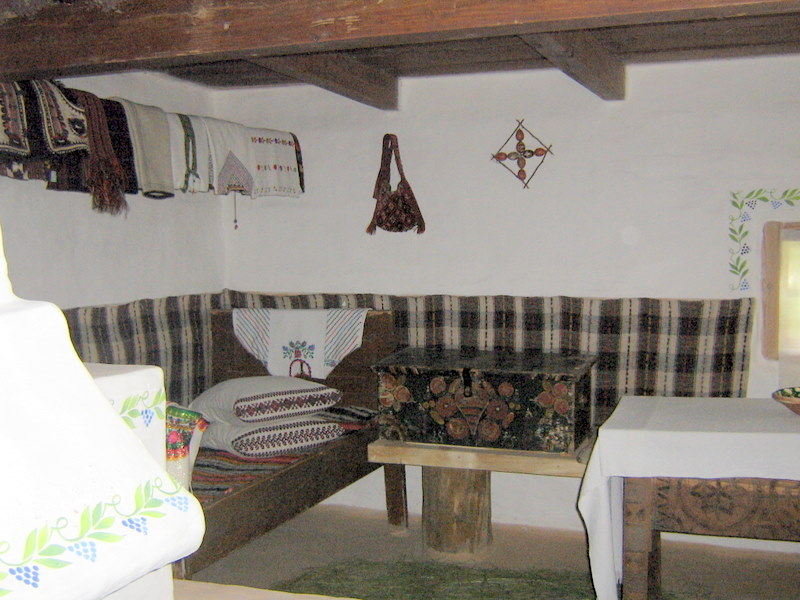
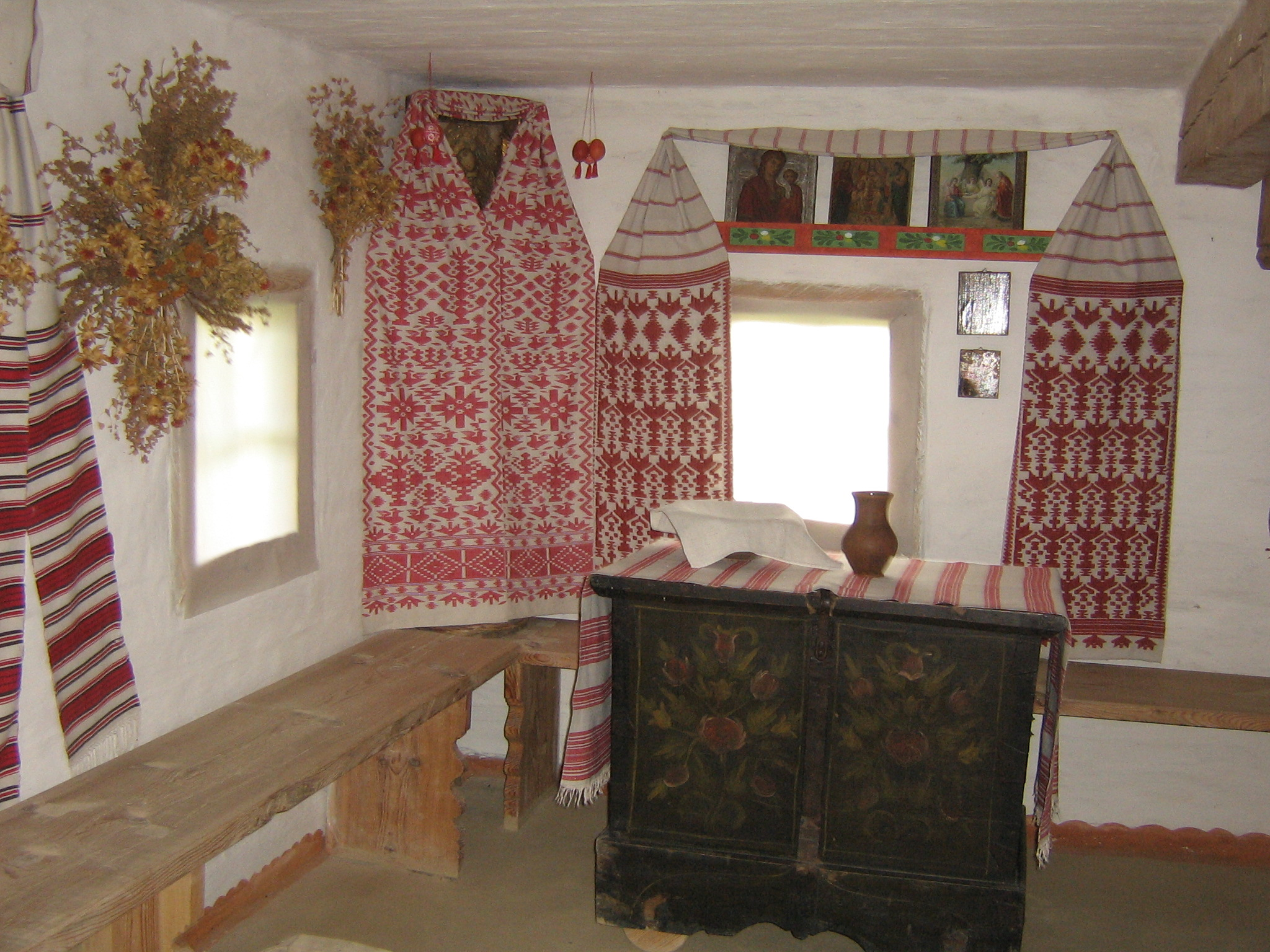
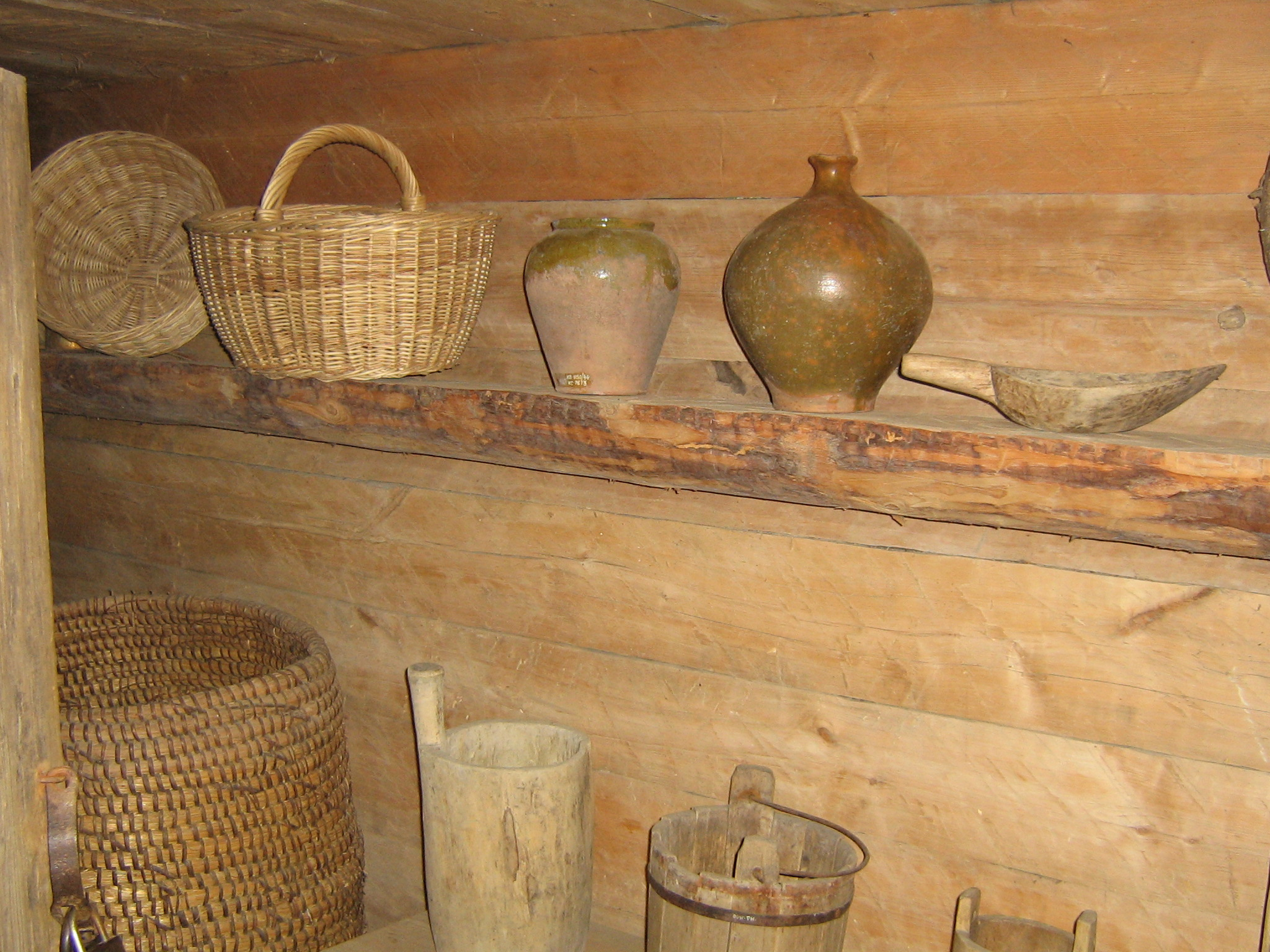
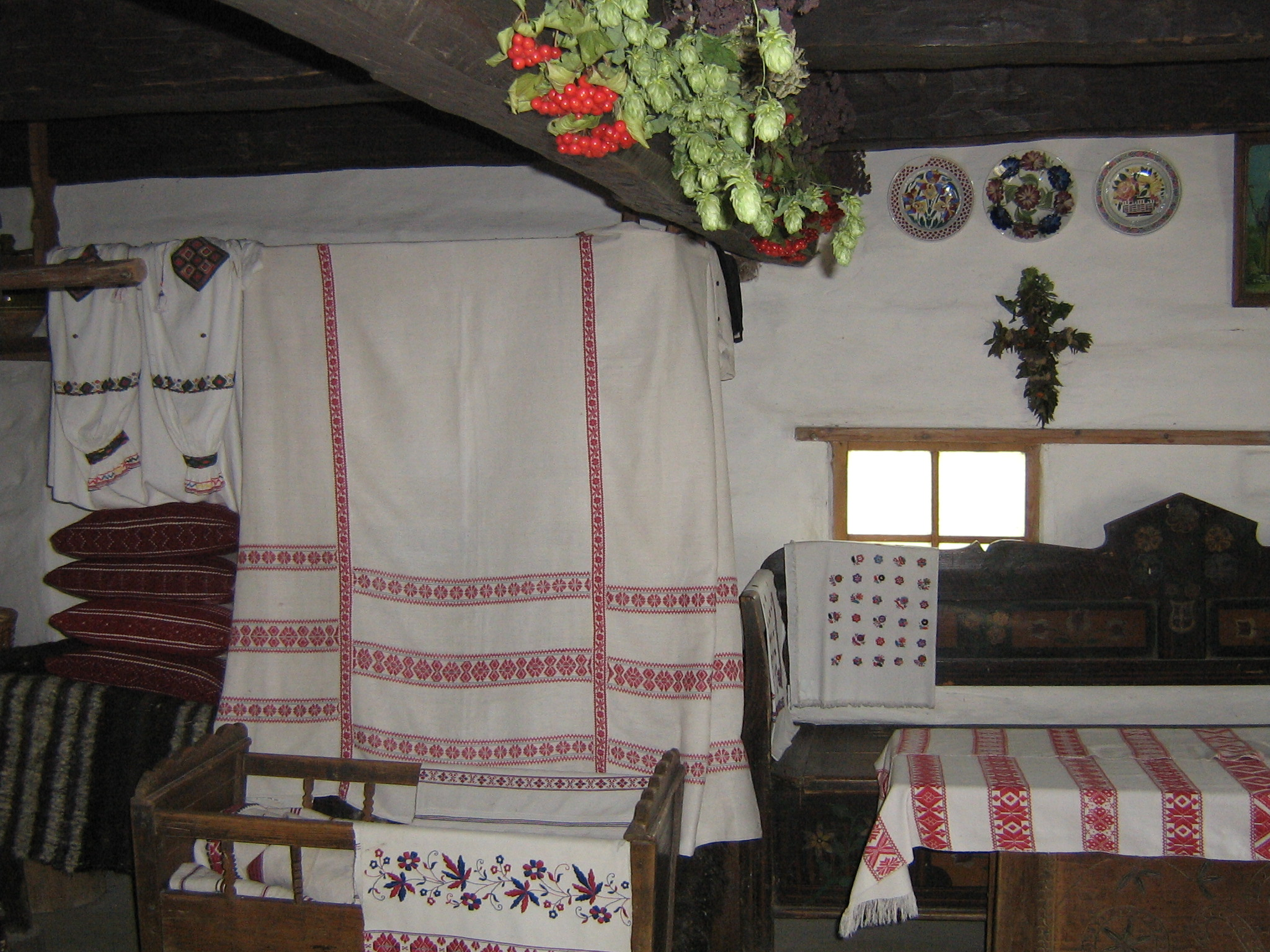

Внутрішнє планування українського житла, традиції якого сягають давньоруського періоду, характеризувалося у XIX ст. повсюдною типологічною єдністю. Вариста українська піч завжди займала внутрішній кут хати з одного боку від вхідних дверей і була обернена своїм отвором до фасадної стіни, в якій були вікна. По діагоналі від печі влаштовували парадний кут, де розміщували ікони, прикрашені тканими або вишиваними рушниками, обтикані цілющим зіллям та квітами; перед ними вішали лампадку. На Лівобережжі для ікон виготовляли спеціальні полички, а у найзаможніших селян були цілі домашні іконостаси.
Під іконами уздовж бічної стіни ставили стіл. У карпатських горян і подекуди в подолян функції столу виконувала скриня. Біля столу попід тильною стіною розміщували довгу дерев'яну лаву, а з зовнішнього боку — маленький переносний ослінчик. Збоку від столу знаходилася скриня. Простір між піччю та причілковою стіною заповнювався полом — дерев'яним настилом на стовпчиках, піднятим на рівень лежанки печі. Удень він використовувався для хатніх робіт, а вночі слугував спальним місцем. На Волинському Поліссі літнє спальне місце іноді влаштовували в сінях. Уздовж чільної та причілкової стін наглухо встановлювали лави, які на свята прикрашали саморобними ряднами, а в заможних сім'ях — килимами. В кутку, протилежному печі, біля дверей і над ними розміщували дерев'яні полички або невеличку шафу для посуду, а вздовж чільної стіни над вікнами проти печі — полицю для хатнього начиння та хліба. В одноподільних бідняцьких хатах Полісся та Карпат майже до початку XX ст. побутувала архаїчна форма курної печі, дим від якої йшов просто в хату. Для його виводу у стелі робили спеціальний отвір із засувкою. Поліщуки майже до 20-х років XX ст. продовжували користуватися такими архаїчними освітлювальними пристроями, як посвіт, лучина, які встановлювали біля вікна проти печі. Зі стелі, в якій залишали отвір, над посвітом спускали трубу-бовдур, зроблену із хмизу або полотняного мішка, обмазаних глиною. Своєрідності поліському та карпатському інтер'єру надавала ціла система жердок (на більшості території України їх було лише одна — дві). Це поздовжні й поперечні жердки-полиці, жердка-перекладина для плетіння постолів, личаків, рогож; жердка для підвішування начиння ткацького верстата, жердка-сушилка біля печі та повсюдно поширені жердки-вішалки над спальним місцем (полом).
Українська вариста піч за формою димозабірного пристрою, який розташовувався над припічком, представлена трьома типами: лівобережним, правобережним та лемківським. Стінки комина печі лівобережного типу були поставлені на припічок урівень з ним, так що припічок мав вигляд заглибленої площадки. Правобережна піч мала комин у формі зрізаної піраміди — у вигляді вільно нависаючого над припічком або спертого на стовпчики коша. Лемківська піч, крім своєрідної орієнтації отвору на причілкову стіну, мала комин у формі Г-подібної труби, коротка частина якої нависала над припічком, а подовжена з'єднувалась із стіною сіней, де був отвір для виводу диму в сіни. Основу печі найчастіше робили з глиносоломи, у поліському та карпатському житлі були поширені опічки з дерева, на Півдні та Закарпатті — з природного каменю, пізніше — з цегли.
Традиційна українська хата мала, як правило, не менше трьох вікон: у чільній стіні — двоє навпроти печі та третє навпроти столу. Робили й маленьке віконце у причілковій стіні. В курних хатах Полісся та Карпат майже до початку XX ст. зберігалися так звані волокові вікна, що являли собою вузькі наскрізні отвори в стіні, які закривалися дерев'яними засувками — волоками.

### Екстер'єр хати

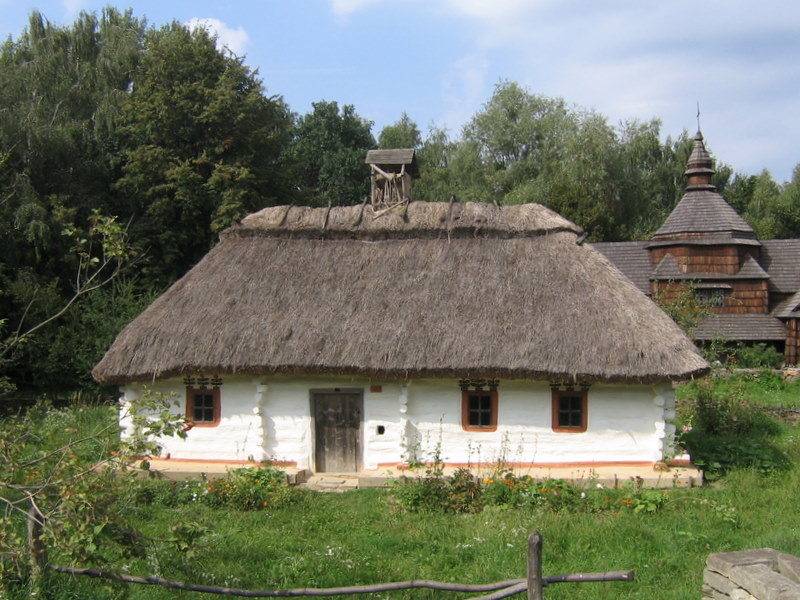
Побілена дерев'яна хата з солом'яною стріхою із села Луги на Поділлі

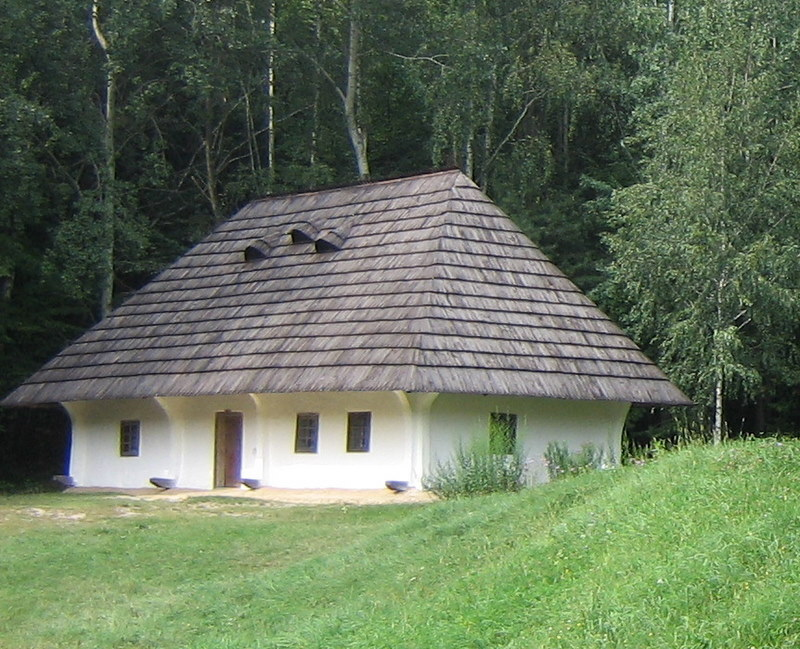
Хата з с. Великий Кучурів Чернівецької області, Буковина

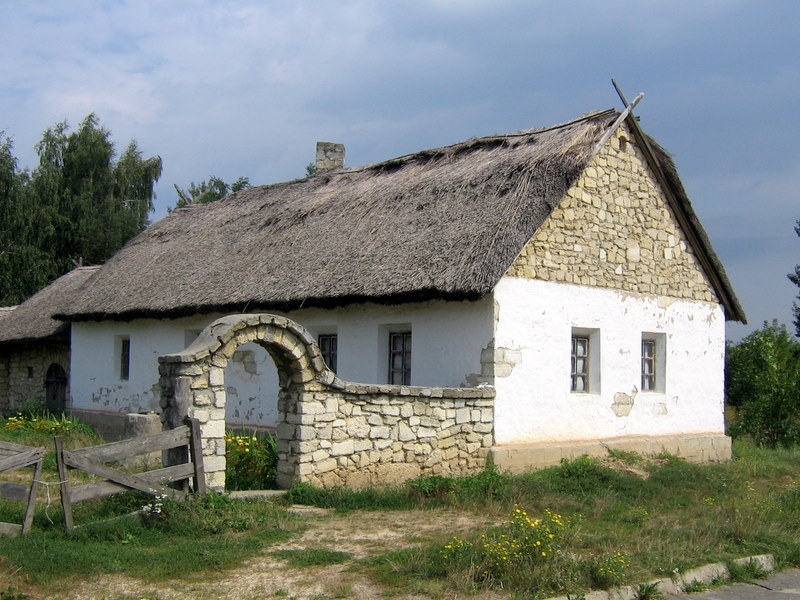
Кам'яний будинок з Південної України

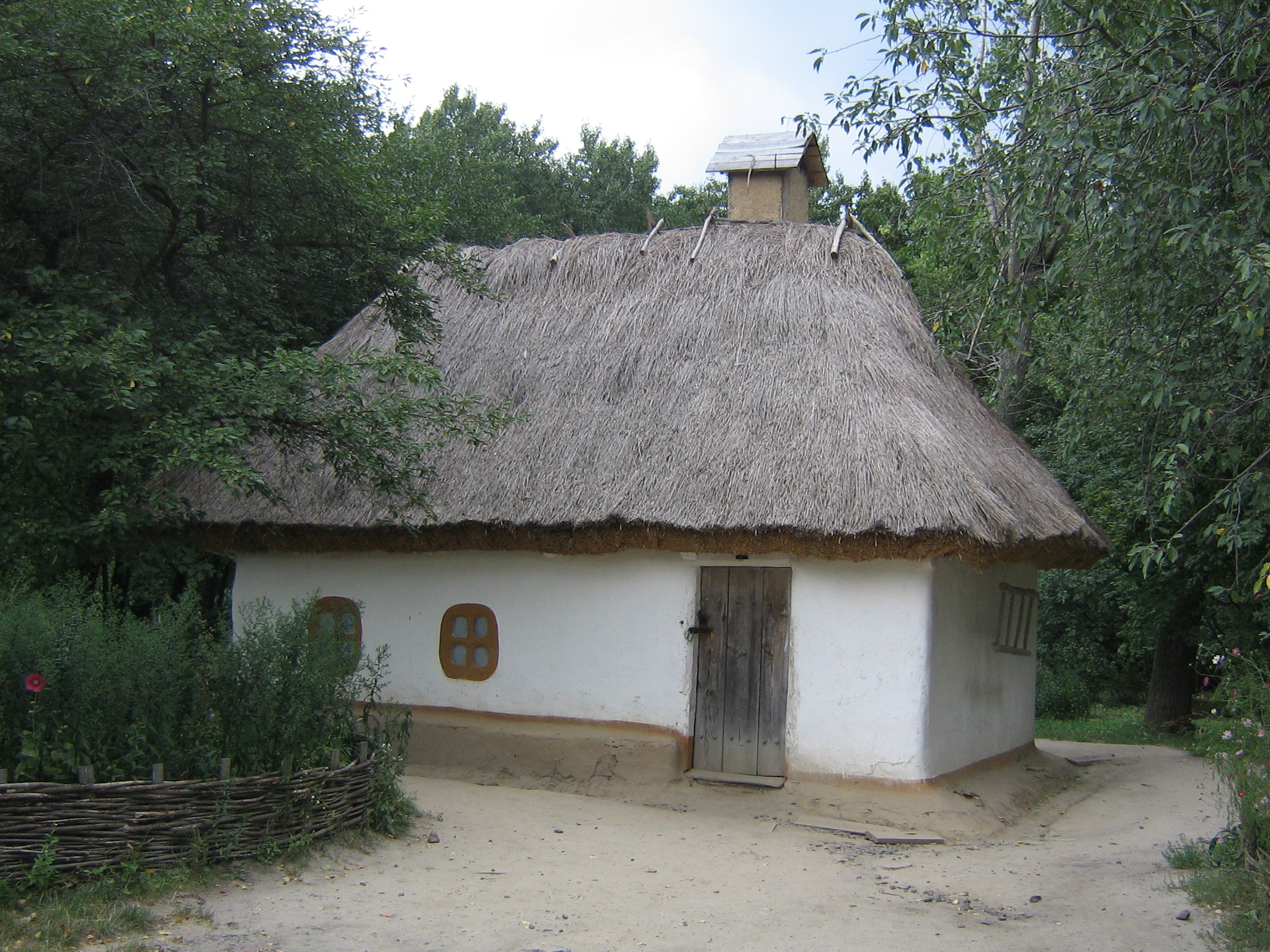
Мазанка з Наддніпрянщини

Стіни хати зводилися з різних будівельних матеріалів залежно від місцевих ресурсів та економічних можливостей забудовників.
Давні традиції в Україні мали два типи конструкції стін: зрубний і каркасний. Через хижацьке знищення лісу, високі ціни на лісоматеріали співвідношення зрубних і каркасних жител наприкінці XIX — на початку XX ст. змінюється на користь останніх, а зрубне житло стає привілеєм заможних господарств, перетворюючись на своєрідний символ добробуту. У північній смузі Лісостепу каркас заповнювали деревом та частково глиносоломою, а у південній — плетінням (мінімально вживали дерево, максимально — лозу, очерет, солому з глиносоломою). На Правобережжі відстань між стовпами каркаса заповнювали дерев'яними обаполами, які горизонтально закладали в пази цих стовпів. У лівобережному варіанті переважав вертикальний спосіб заповнення каркаса. Проміжки між стовпами каркаса закладали більш тонким деревом — торчами, які заводилися зверху у поздовжню обводку, а знизу або закопувалися в землю, або вставлялися у нижню балку — підвалини. Торчові стіни з обох боків обмазували глиною та білили. Для кращого прилягання обмазки її накладали на забиті у стіни дерев'яні кілки. У XX ст. замість тиблів почали набивати металевими цвяхами дерев'яні планки або дранку. Стіни з плетеним заповненням каркаса мали поширення у зоні Лісостепу та Степу. Вони мали досить легкий каркас із густо поставлених стовпчиків, які скріплювалися кількома рядами горизонтальних жердок. Каркас вертикально заплітали хмизом, лозою, очеретом, а далі з обох боків обмазували товстим шаром глиносоломи. Турлучні хати мали різні назви: мазка, мазанка, хворостянка, кильована, на підпльоті та ін. Поряд із каркасною у лісостеповій і особливо у степовій частині України побутувала безкаркасна техніка зведення стін із глиносолом'яних вальків та блоків-цеглин, а в ряді районів — із природного каменю — черепашнику, солонцю тощо.
Декоративно-художнє оздоблення хати було досить різноманітним у різних районах України. Так, якщо засоби зовнішнього оздоблення зрубних поліських жител обмежувалися частковою побілкою або обмазкою глиною, до того ж лише житлової частини хати, то у крайніх північно-західних районах зруб залишався небіленим або підбілювалася тільки частина стін навколо вікон. Декор зрубного карпатського житла відзначався багатством профільованого різьблення. Значним розмаїттям прийомів оздоблення характеризувалось каркасне та безкаркасне житло лісостепових та степових районів. Тут, окрім традиційної обмазки глиною та побілки, широкого вжитку набули підводка кольоровими глинами та декоративний поліхромний розпис. У прикарпатських зонах Поділля, Буковини, гірських районах Прикарпаття та Закарпаття застосовували прийоми художнього викладання — шалівку.
У традиційному українському житлі долівка завжди була глиняною. Дощана підлога навіть у домівках заможних селян наприкінці XIX — на початку XX ст. траплялася дуже рідко, та й лише в районах, багатих на ліс.
Стеля підтримувалася поздовжніми або поперечними балками — сволоками. На них укладали різного роду настил (з обаполів, дощок, пруття, переплетеного глиносолом'яними перевеслами тощо). Лише у поліському житлі збереглися поодинокі випадки влаштування таких архаїчних форм стелі, як трикутна, трапецієподібна та напівкругла (горбата) стеля. Стелю, як правило, завжди білили, залишаючи небіленими іноді лише сволоки. Повністю небілена стеля побутувала лише у західних районах Полісся та у карпатських горян.
Найпоширенішою конструкцією даху в Україні була чотирисхила на кроквах, які кріпилися на вінці зрубу або на поздовжніх балках, покладених верхом стін. На Поліссі ще побутував двосхилий дерев'яний дах кількох варіантів: накотом, на стільцях, на сохах тощо. У правобережних лісостепових районах дах (стріху) покривали переважно соломою, зв'язаною снопиками, а в лівобережних — розстеленою соломою. На Правобережжі та в Карпатах по ребрах та вздовж усього даху викладали сходинки. Такий дах завершувався високим гребенем, прокладеним на всій його довжині. Через велику кількість атмосферних опадів дахи тут були значно вищі, ніж в інших районах. У зонах, багатих на ліс, покрівельним матеріалом слугувало дерево.

## Експозиції музею
Архітектура всіх регіонів України представлена в таких експозиціях музею: «Середня Наддніпрянщина», «Полтавщина і Слобожанщина», «Полісся», «Поділля», «Південь України», «Карпати», «Вітряки», «Ярмаркове поле» та «Українське село 60-х — 70-х років XX століття».

### Середня Наддніпрянщина

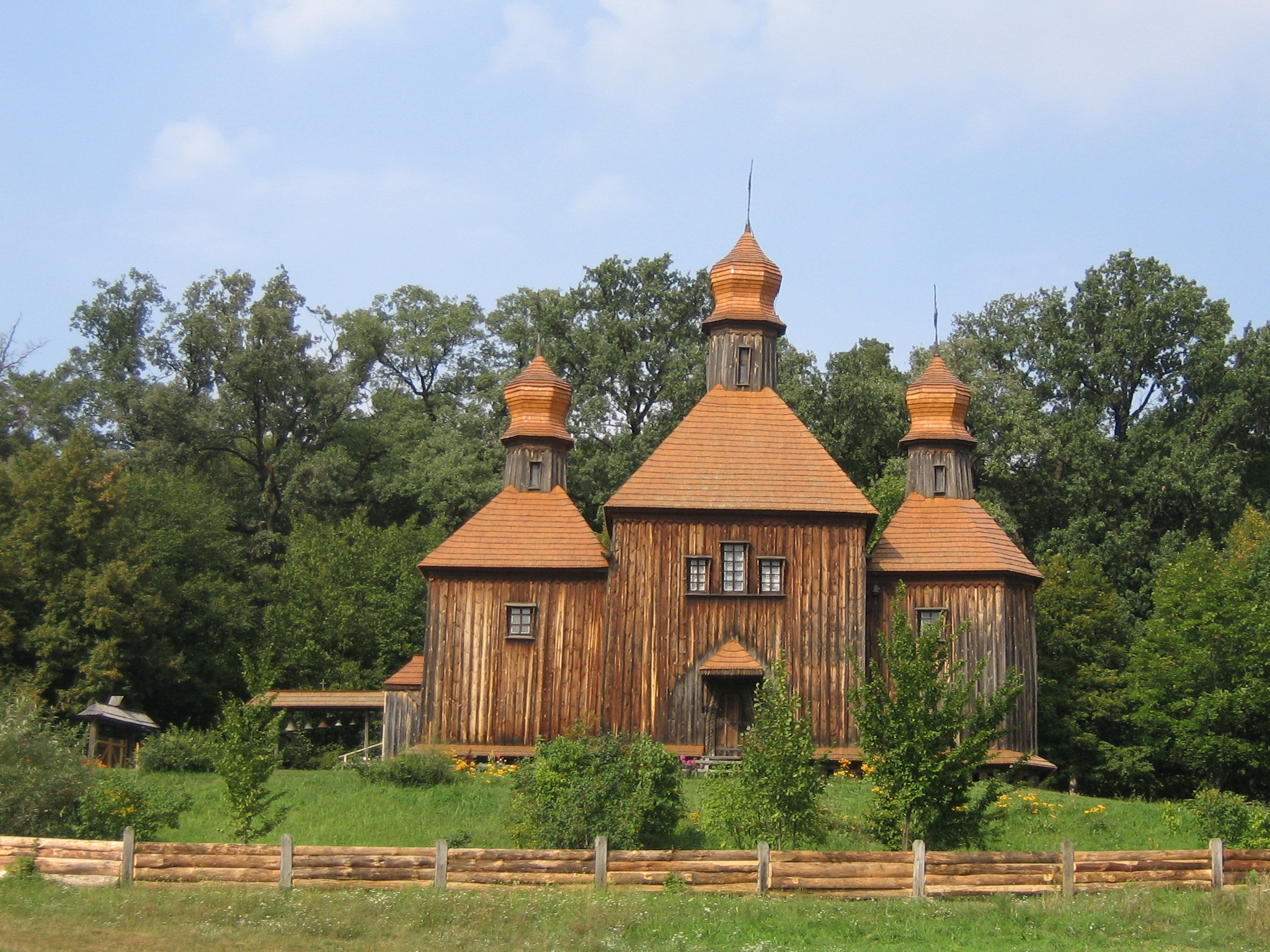
Храм Святого Архистратига Михаїла

До середньої Наддніпрянщини територіально входять землі південної Київщини та Черкащини. У цьому районі переважали каркасні та зрубні хати. Будівельним матеріалом були солома, очерет, лоза, почасти камінь. На Уманщині до початку нашого століття широко користувалися настінним розписом. Дахи на хатах мали чотирисхилу форму з «дармовисом» — довгим виступом стріхи на причілку, під яким зберігали господарське начиння, у тому числі й мажі.

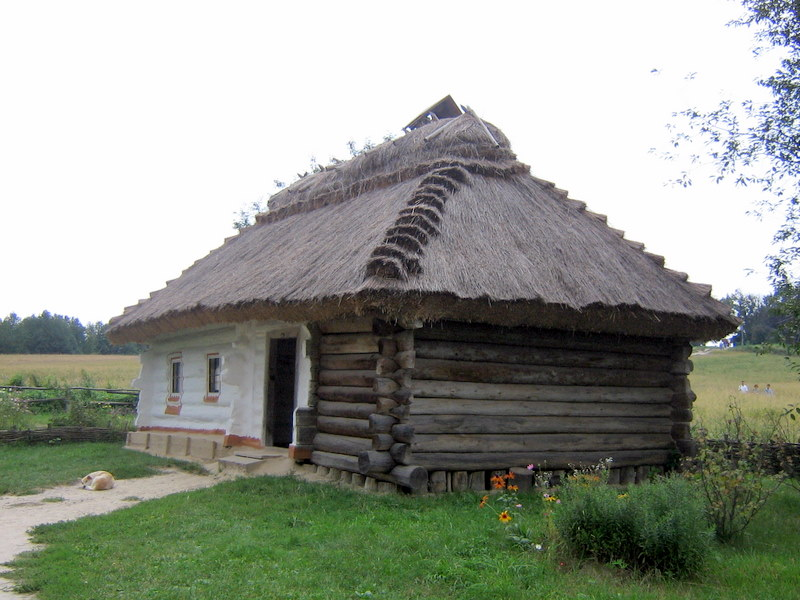
Будинок із села Таборів
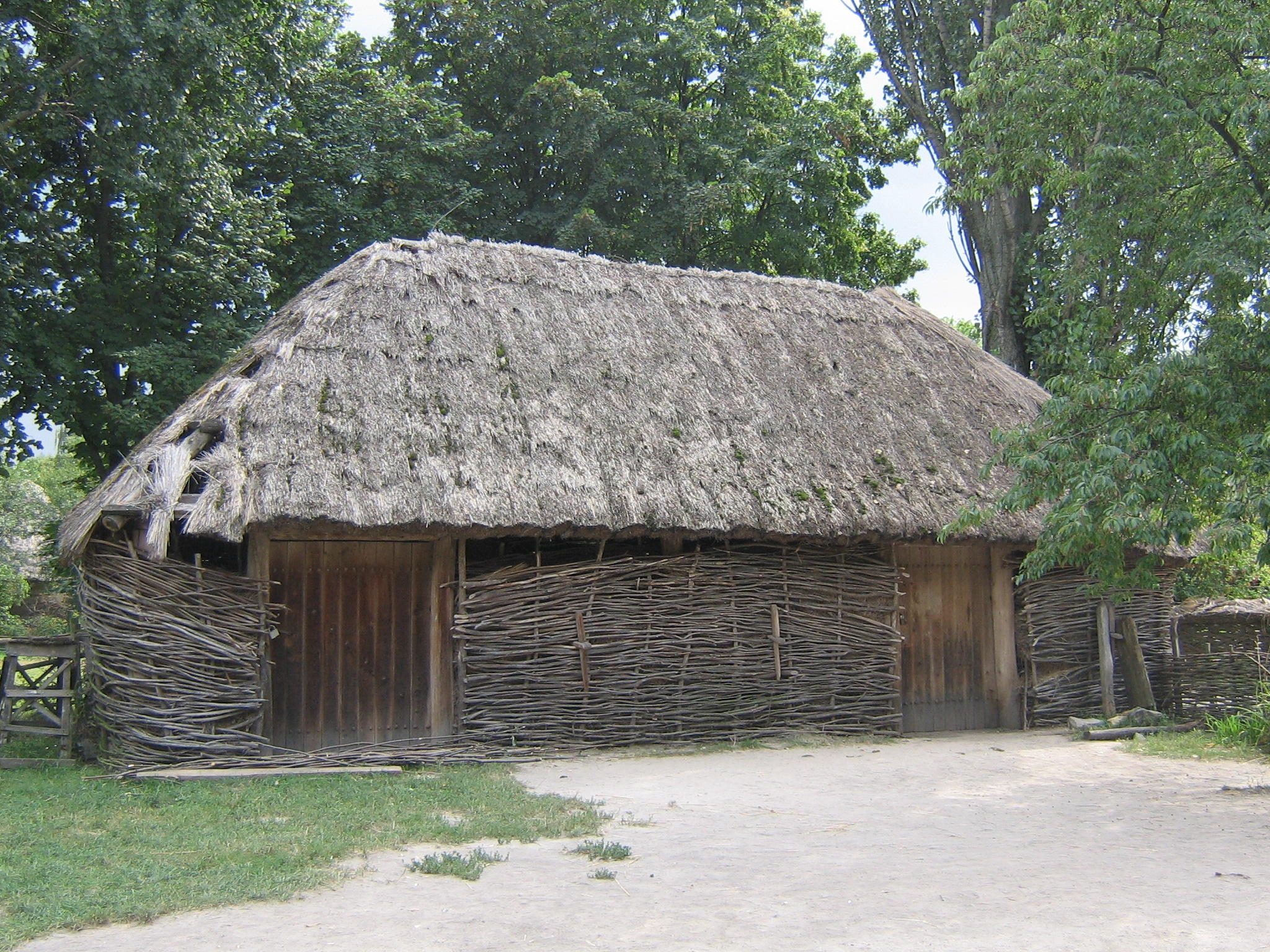
Сарай із хмизу
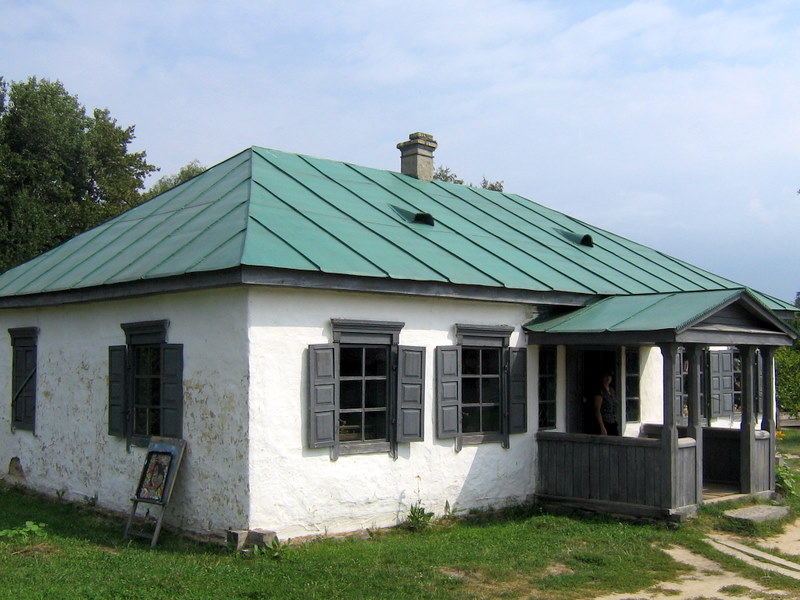
Хата священика
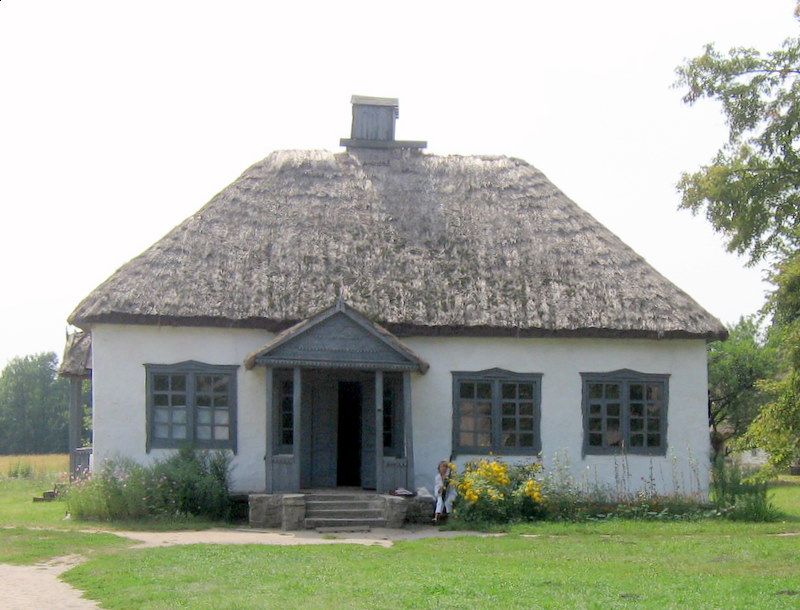
Церковнопарафіяльна школа
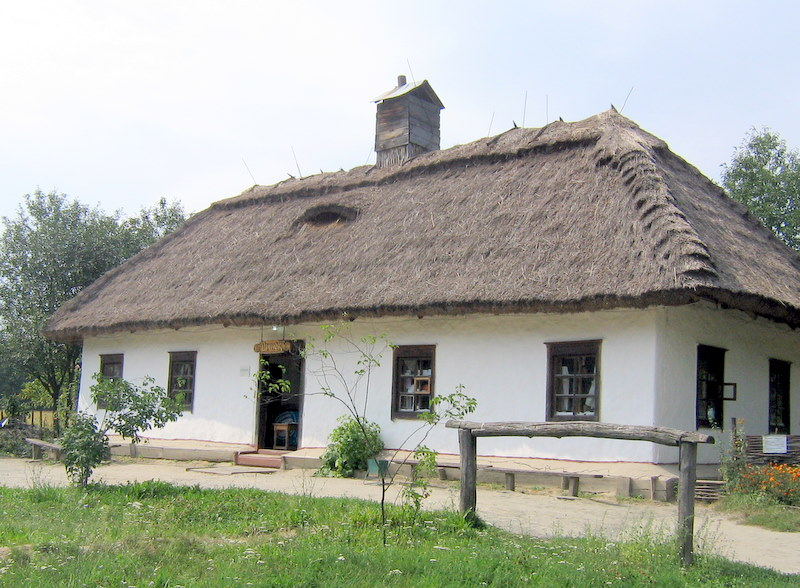
Шинок із села Бабанка

Серед інших будівель в цій експозиції представлено дві церкви : Церква Святої Великомучениці Параскеви, Храм Святого Архистратига Михаїла та залишки ритуального дуба.

#### Храм Святого Архистратига Михаїла
Церква початково греко-католицька, її було споруджено впродовж кількох років, починаючи з 1750 року (закладено у червні 1750 року). За іншими даними, храм збудовано не пізніше 1600-го року а радіовуглецевий аналіз деревини колод датує їх 1528 роком; у 1751 та 1848 роках було зроблено капітальний ремонт.
Храм являє собою тризубий «вітрильник», в якому середня «щогла» ширша ти вища за бічні. Зруби із соснових брусів поставлені вряд із заходу на схід. Східний зруб (вівтар) — шестикутний, центральний (неф) та західний (бабинець) — прямокутні. Над кожною частиною храму височить шатровий дах. Бані, як і дах, покриті ґонтом, а стіни обшиті вертикальною шалівкою. Кожну баню завершує ажурний кований хрест.
Храм перевезено до музею з села Дорогинка Фастівського району Київської області 1971 року. В його зовнішньому вигляді збереглися надзвичайно древні, архаїчні особливості.
Церква діюча з 10 березня 1990 року і належить до Православної церкви України.

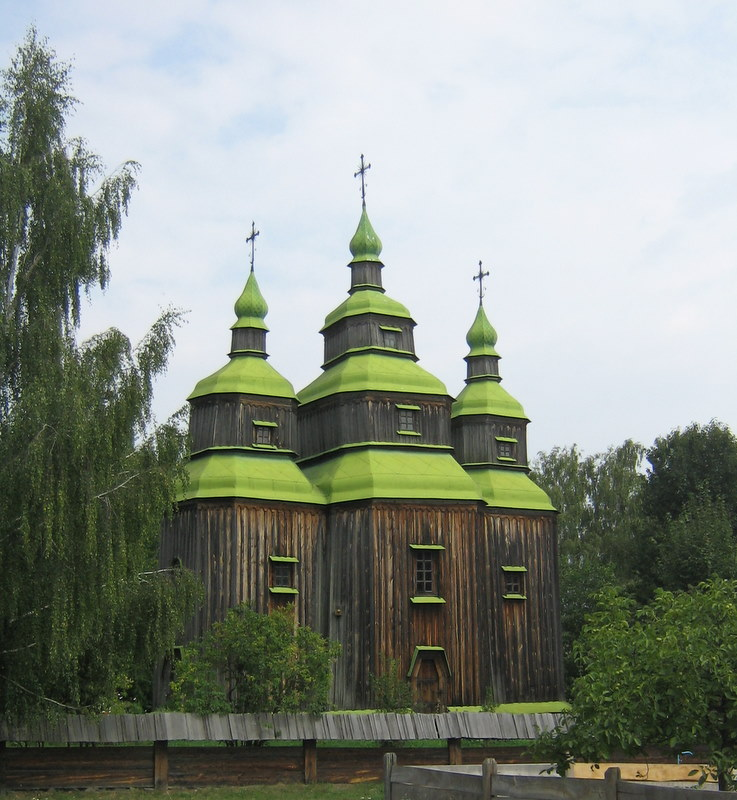
П'ятницька церква

#### Церква Святої Великомучениці Параскеви
Церква Святої Великомучениці Параскеви або П'ятницька церква — витвір народних майстрів доби бароко. Висота церкви майже 25 метрів і створена вона з важкого «залізного» дуба, в який неможливо забити й цвяха.
Церкву перевезено до музею з села Зарубинці Монастирищенського району Черкаської області на початку 1970-х років. В архівних документах значиться, що її фундаторкою була остання представниця роду Вишневецьких — Урсула Францішка Радзивіл (1705 — 1753), дружина Михайла Казиміра Радзивіла, Великого гетьмана Литовського. Радіовуглецевий аналіз деревини храму дав середню дату його будівництва — 1751 рік. Хоча її будівництво було розпочате у 1742 році, через неякісну роботу будівельників вона невдовзі похилилася і була вдало поновлена у 1757 році.

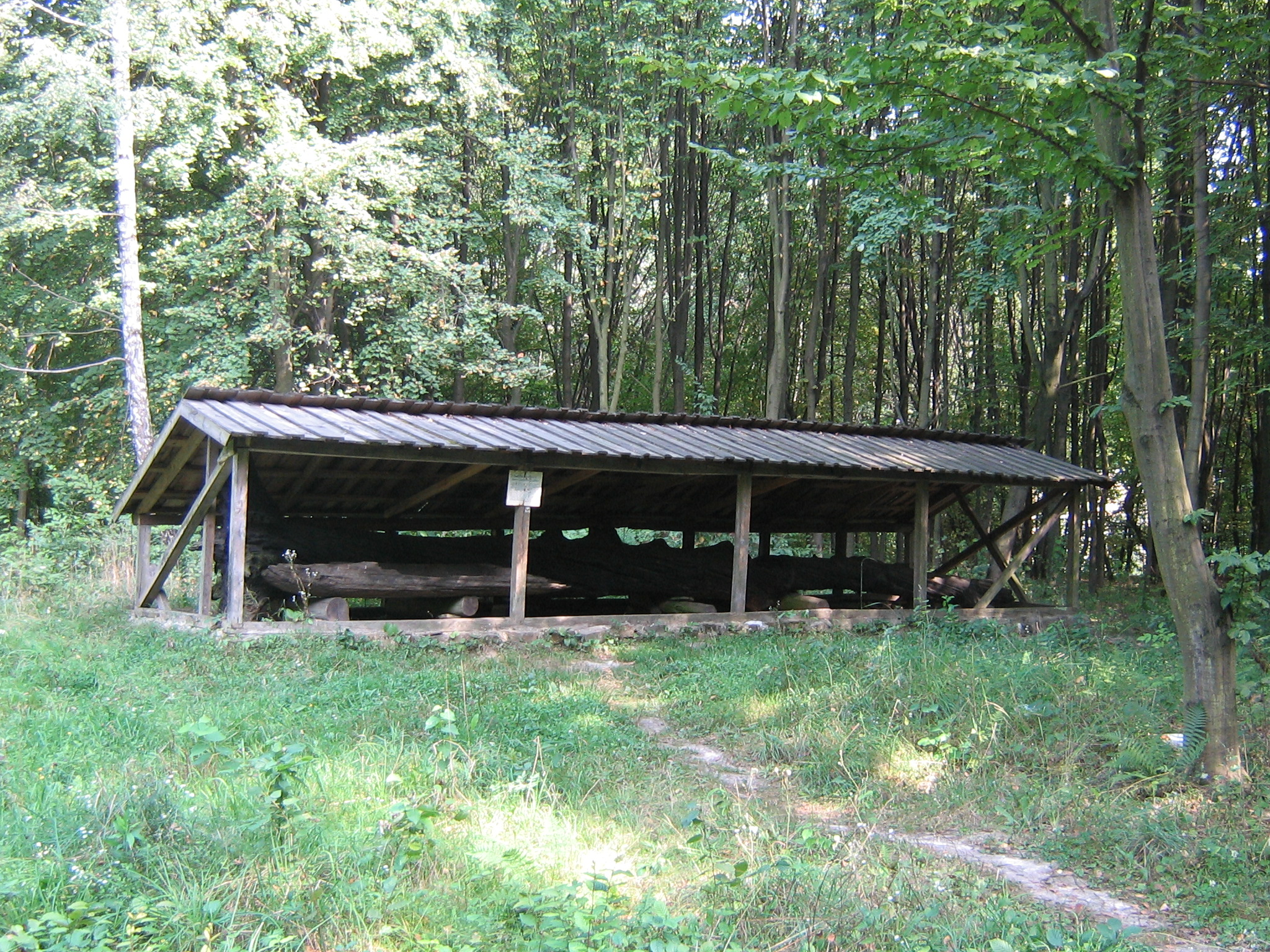
Залишки ритуального дуба

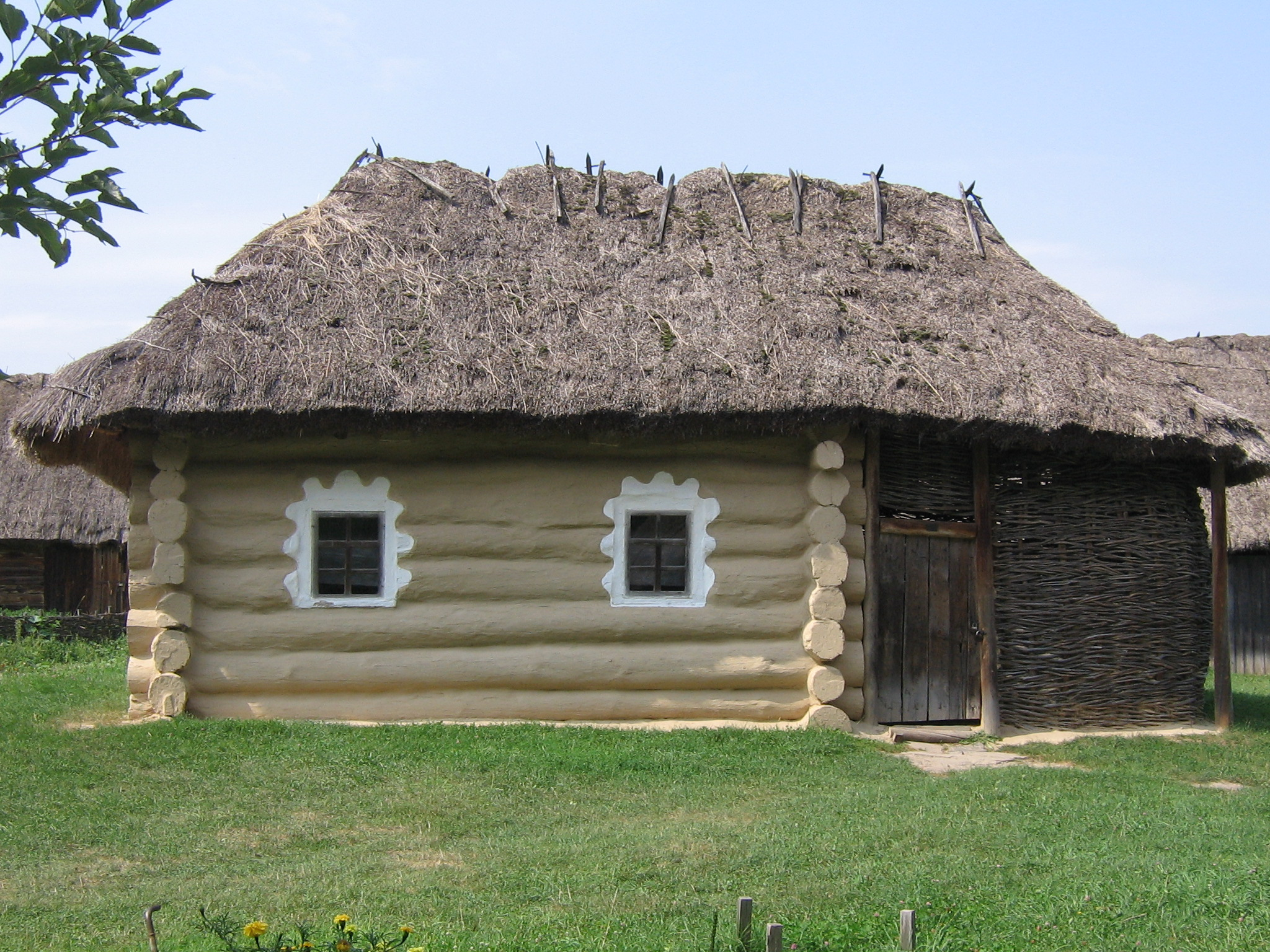
Селянська хата з Полтавщини

9 листопада 1993 року церкву було освячено і вона стала діючою. Трохи згодом парафіянами та професійними реставраторами було зібрано докупи розпорошені по різних фондах та майстернях Києва залишки іконостасу.

#### Ритуальний дуб

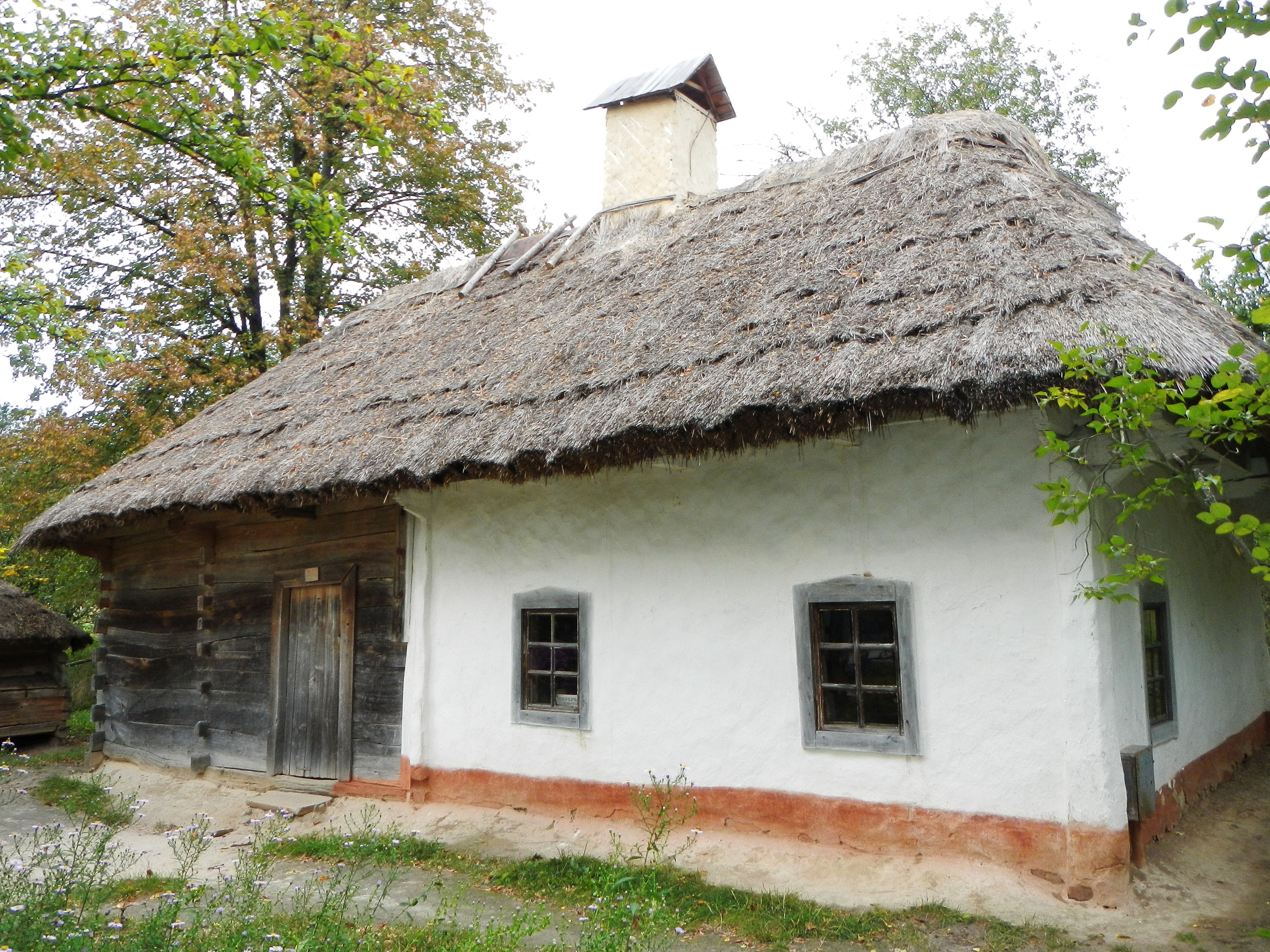
Хата кінця XIX ст. із с. Шишаки Полтавської області

Дуб знайдений у 1975 році під час будівельних робіт у гирлі Десни.
Інститутом археології проведені дослідження цієї унікальної знахідки. У розгалуженні стовбура було вставлено 9 щелеп вепра. Культ верховного слов'янського Бога Перуна часто ототожнювався з деревами і сильними лісовими тваринами (ведмедями, вепрами, турами). Такі культові дерева стояли на перехрестях торговельних шляхів і на берегах річок.

### Полтавщина-Слобожанщина
На Полтавщині, як і в цілому на Слобожанщині, хати будували «в шули» та зрубні. Широкого розповсюдження набули мазанки й глинобитні з переважанням трикамерного житла. Помешкання відзначалося особливою ошатністю, із значною кількістю декоративних оздоб.

### Полісся
Поліське традиційне житло найдовше зберегло слов'янський тип — однокамерне помешкання зі стебкою і кліттю, які виконували функції допоміжних господарських прибудов. Стіни зводили із суцільних кругляків або колотих плах переважно із сосни, іноді з осики чи вільхи. Дах крили дошками (драницями) та соломою. На початок минулого століття переважаючими були двосхилі, а пізніше чотирисхилі дахи. З огляду на економію матеріалу до житла нав'язували численні господарські приміщення і, таким чином, утворювалися довгі хати як релікти замкнутих дворів.

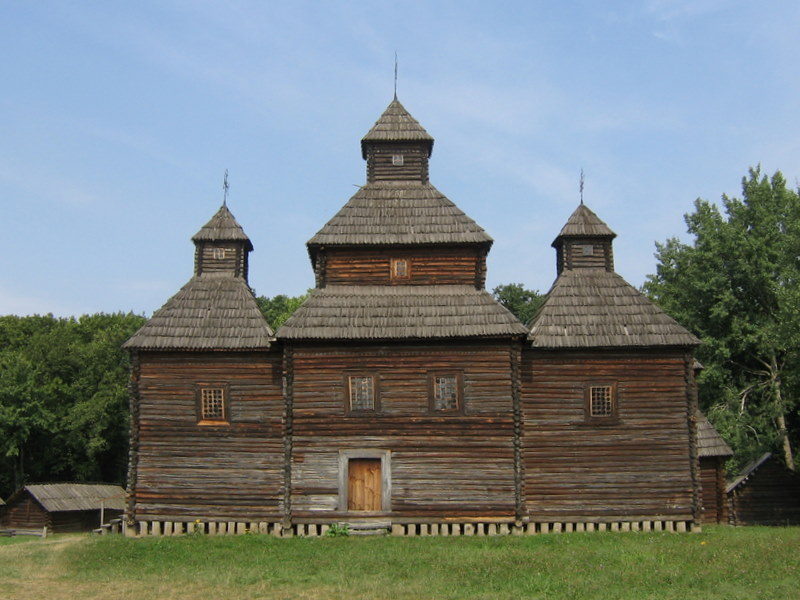
Воскресенська церква із села Кисоричі, Рівненська область
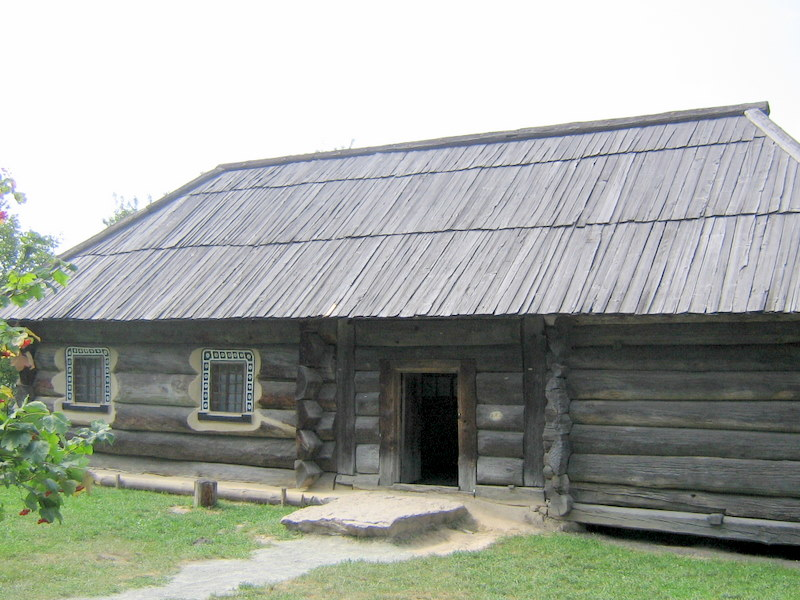
Будинок із села Бехи, Житомирська область
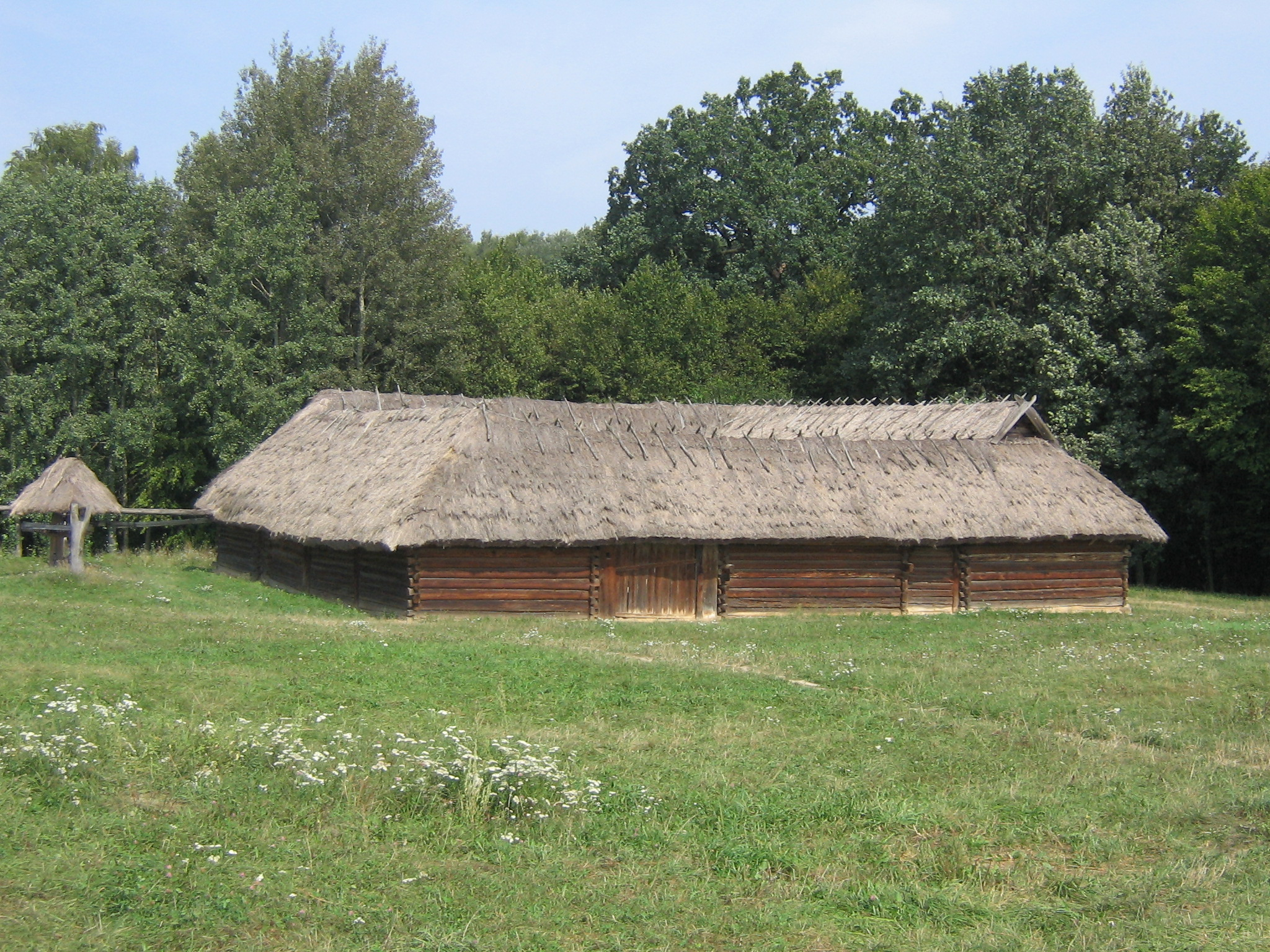
Окружний двір із села Солов'ї, Волинська область
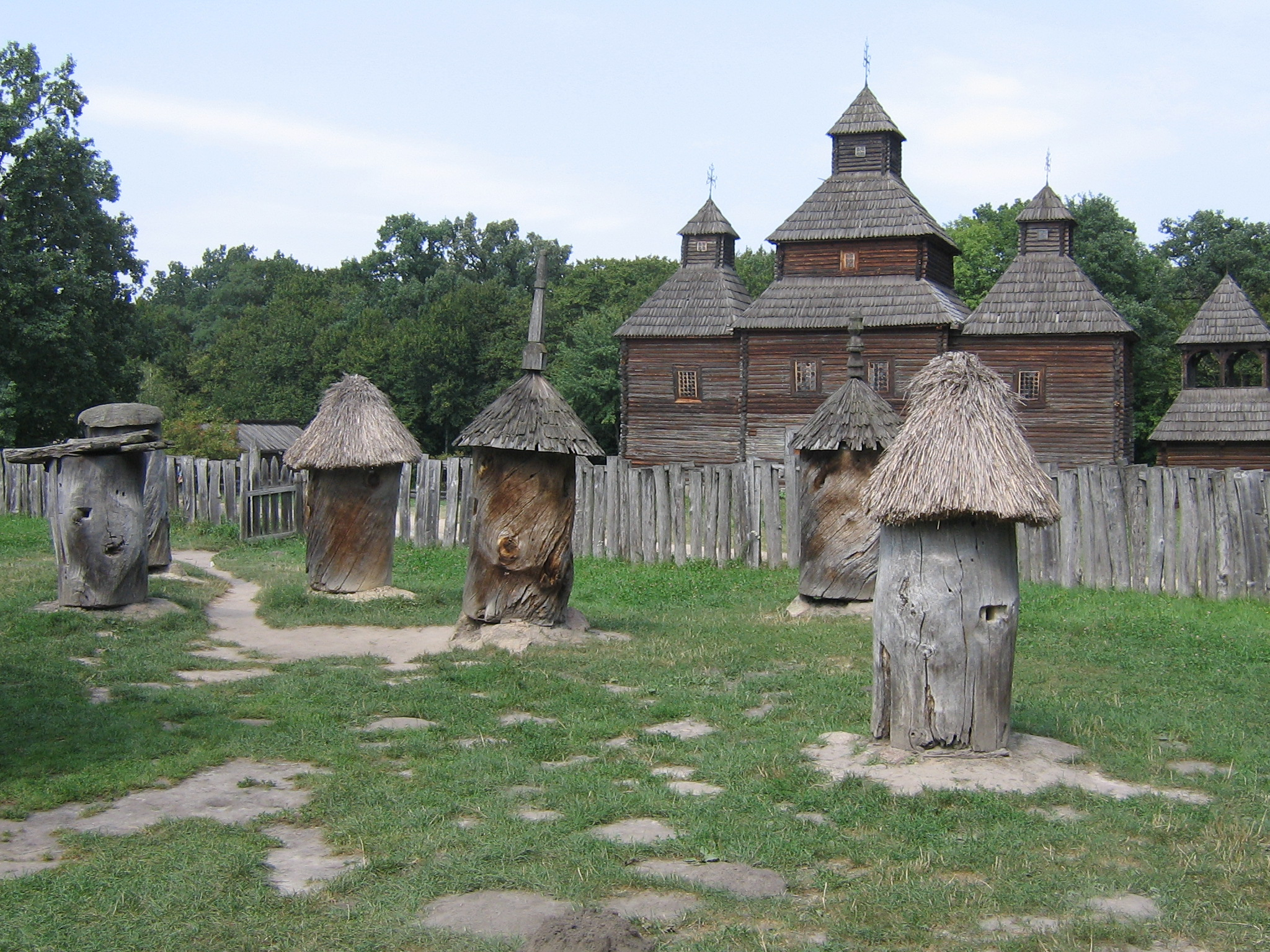
Пасіка

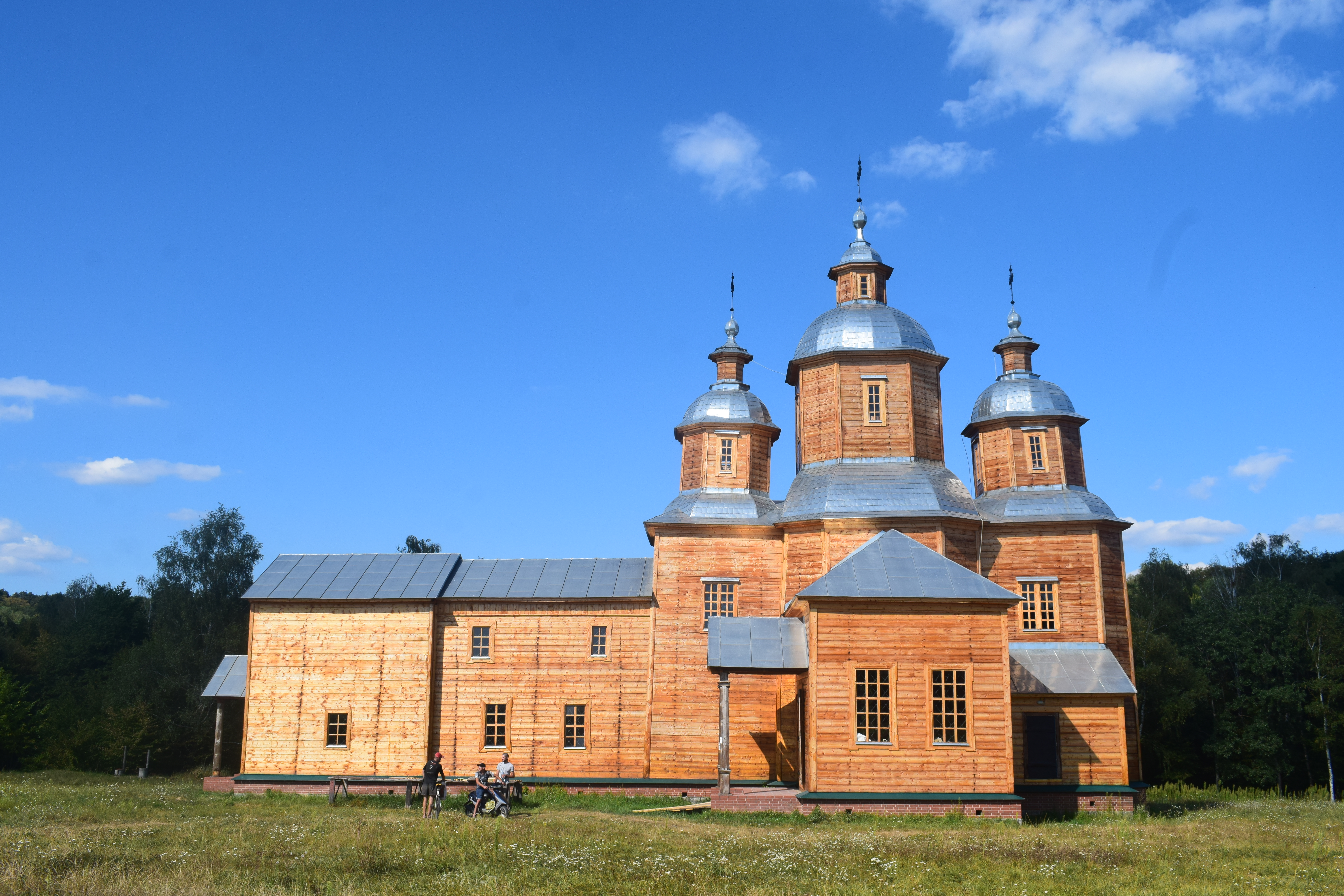
Миколаївська церква
Церква посвячена Святому Миколаю Мер Лікійському у експозиції "Полісся" переміщена до музею в 2016 році з с. Городище Менського району Чернігівської області.  Церква побудована в 1763 році, складалася з восьмигранної нави, прямокутного в плані бабинця гранованого вівтаря. В інтер'єрі церкви збереглися залишки фресок на стінах.  Стіни зрубів нахилені до середини, що збільшує її візуальне сприйняття. У 1888 році у зв'язку із збільшенням населення села церква  була капітально відреставрована, до неї добудовано північний і південний рукави, та притвор із дзвіницею, дияконник і паламарню, а також змінено форму верхів. Реставрація у 2016-2018 роках здійсьнювалась за проєктом архітектора-реставратора Сергія Юрченка. Загалом під час збирання вдалось укріпити і використати до 95 відсотків автентичних брусів. Храм покритий оцинкованим залізом.

### Поділля
Для подільського регіону властиве каркасно-глиносолом'яне житло. Здавна стіни в хатах будували з ліски або грабового хворосту, які обмащували глиною, перемішаною з половою. Пізніше (XVIII—XIX ст.) найужиткованішою була валькована техніка — суміш глини та суглинку з житньою соломою. Часто будували житло з цегли-сирцю або ж каменю. Типологічно воно мало усталену форму — хата з двома житловими приміщеннями, розділеними сіньми.

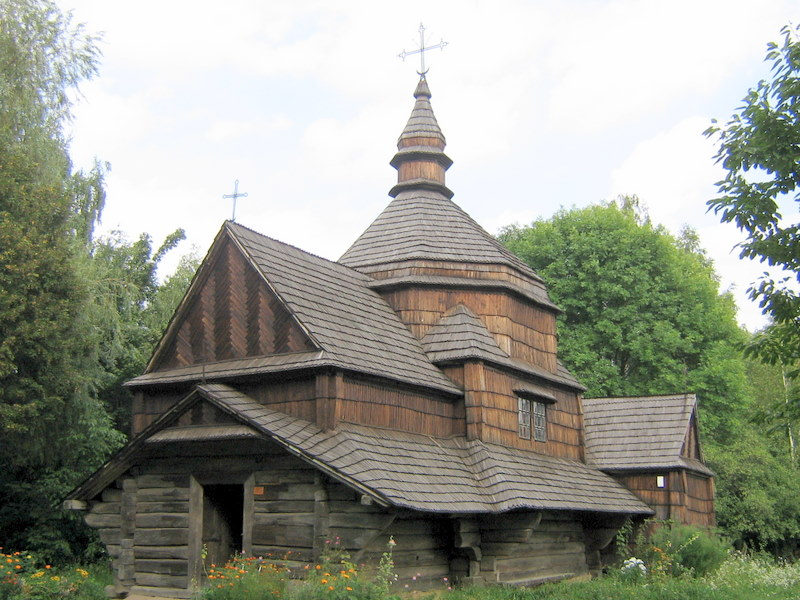
Церква Св. Миколая із села Зелене
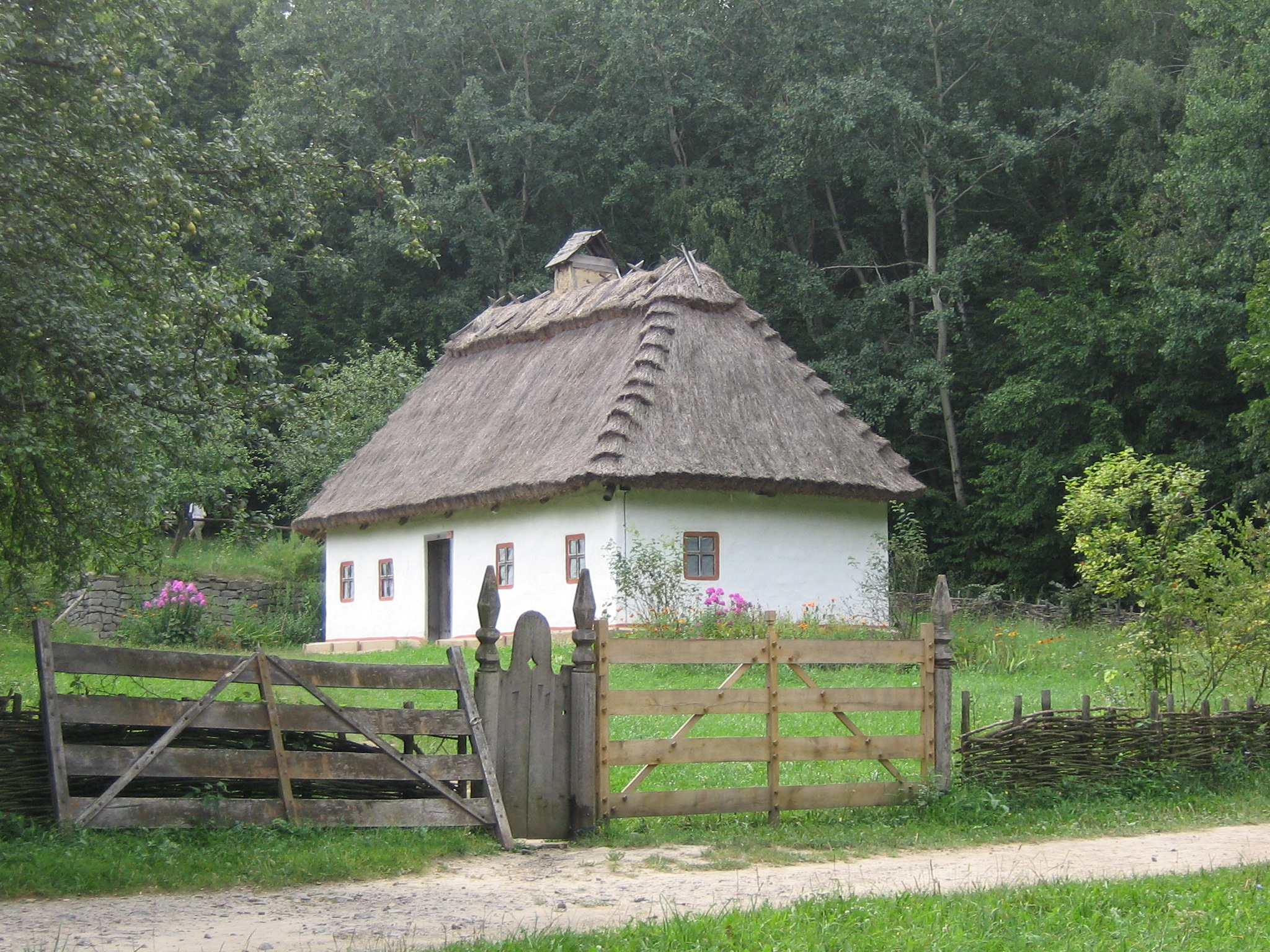
Будинок із села Крищинці
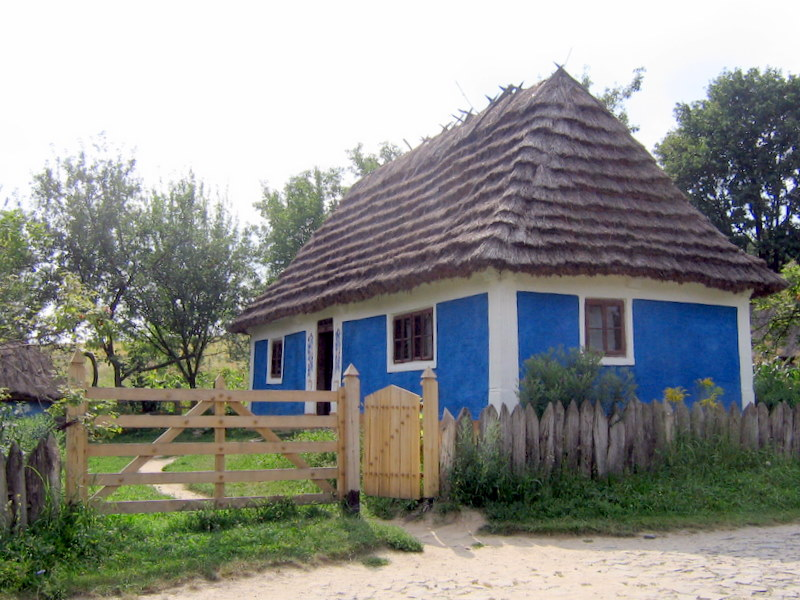
Садиба із села Кадиївці
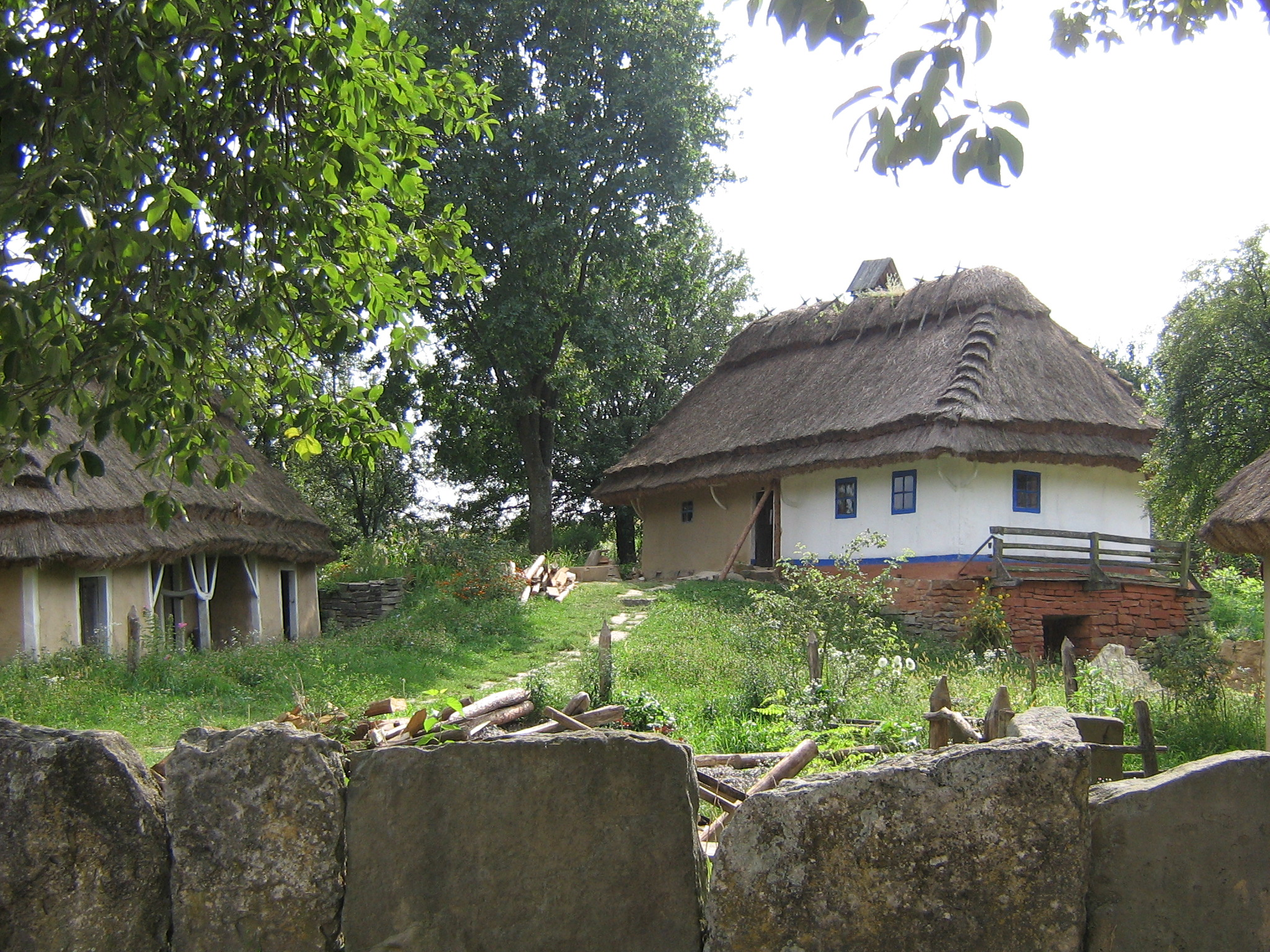
Садиба із села Яришів

### Карпати

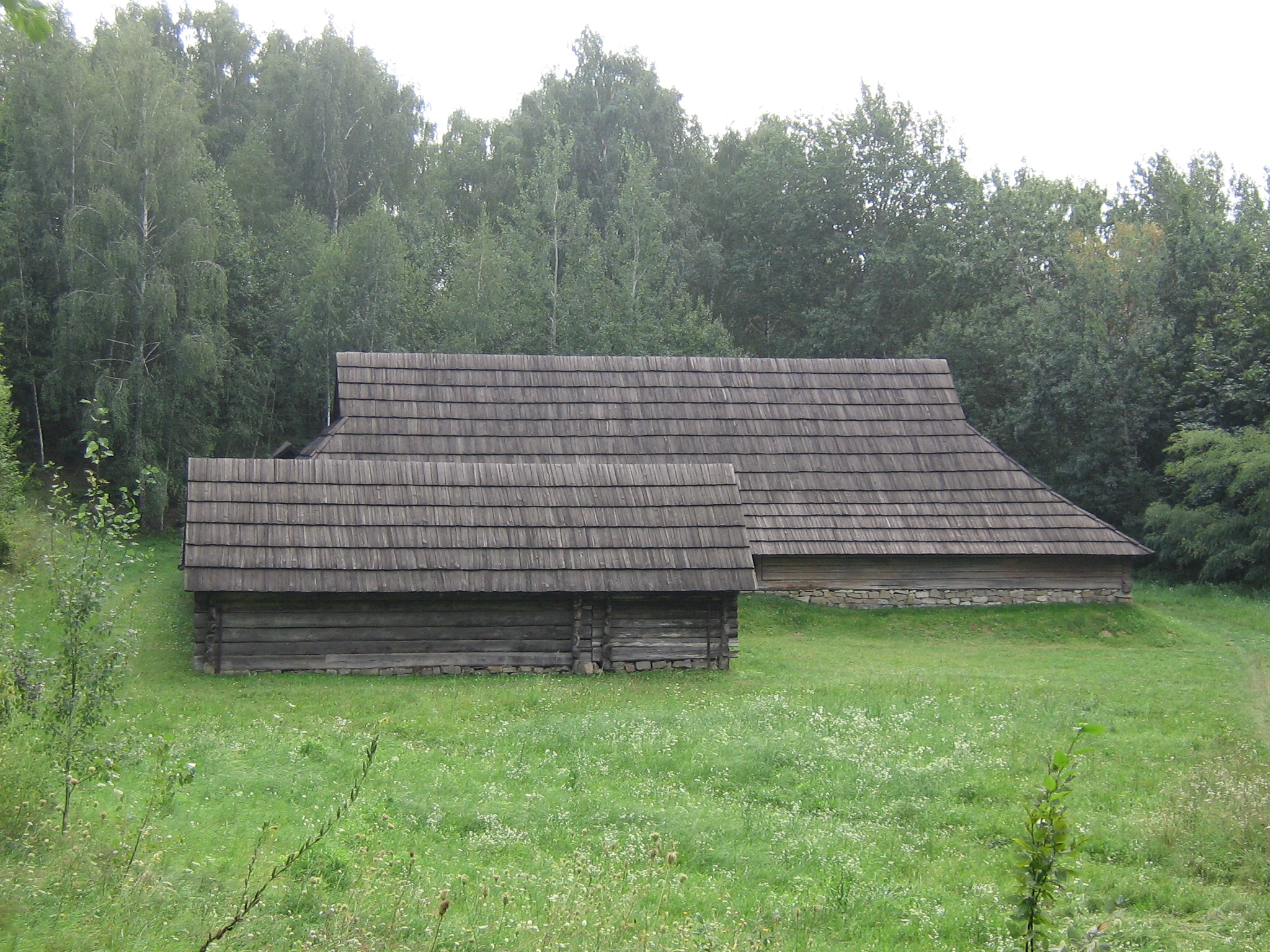
Ґражда із смт Верховина

Карпатський регіон характеризується найбільшим розмаїттям конструктивних і мистецьких ознак. На Бойківщині вжиткувалися справжні шедеври народної архітектури горян. Високі й стрімкі дахи, мистецьки оздоблені галереї — прибудови обіч стін — вдало контрастують з навколишнім середовищем — млинами, церквами, іншими спорудами. Будівлі зводили переважно з ялиці та смереки. Стіни жител, на відміну від інших регіонів, не біляться.
Одним з найцікавіших етнографічних регіонів карпатської зони є Гуцульщина. Якщо на Бойківщині і Лемківщині зовнішня структура будівель нагадує м'які і легкі обриси, то гуцульське житло детермінує спокійніші форми, відзначається меншими розмірами. Особливо оригінальним є комплекс будівель, які прийнято називати замкнутими дворами або ґраждами. Це досить зручні в умовах лісу міні-фортеці. Житло з господарськими спорудами будували в формі закритого двору. Проникнути в обійстя лісовим хижакам чи злодіям надто важко — воно оточене суцільним оборонним квадратом. Такі типи іноді зустрічаються і на Поліссі. Майже кожен дім гуцула нагадує своєрідний мистецький осередок. Край цей здавен багатий народними умільцями — різьбярами, килимарниками, мосяжниками, гончарями тощо. Розвиток цих промислів відповідно відбився і на інтер'єрі гуцульського житла.
На рівнинному Закарпатті оселі вже нагадують центральні області України — білі хати з трикамерним плануванням. Тут широко практикується мистецьке опорядження зовнішніх стін, вигадливі форми огорожі тощо.

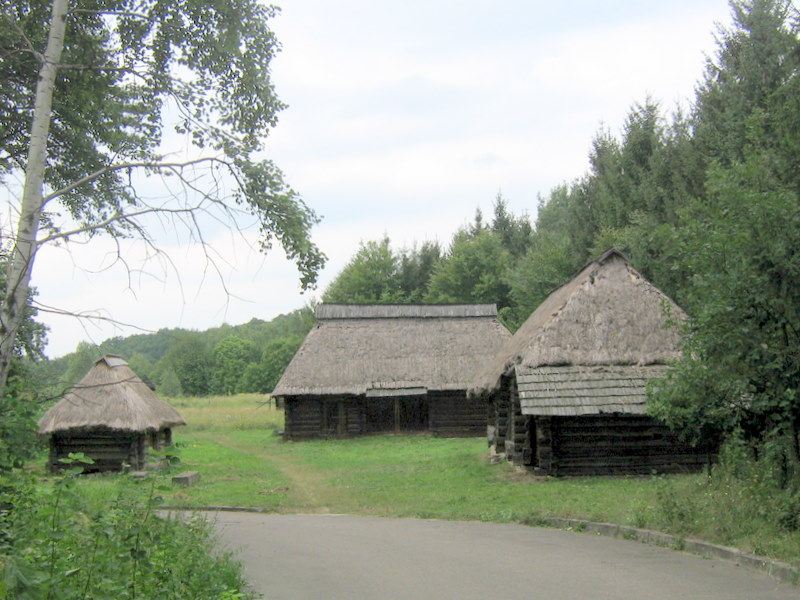
Садиба з села Липовиця, Івано-Франківська область
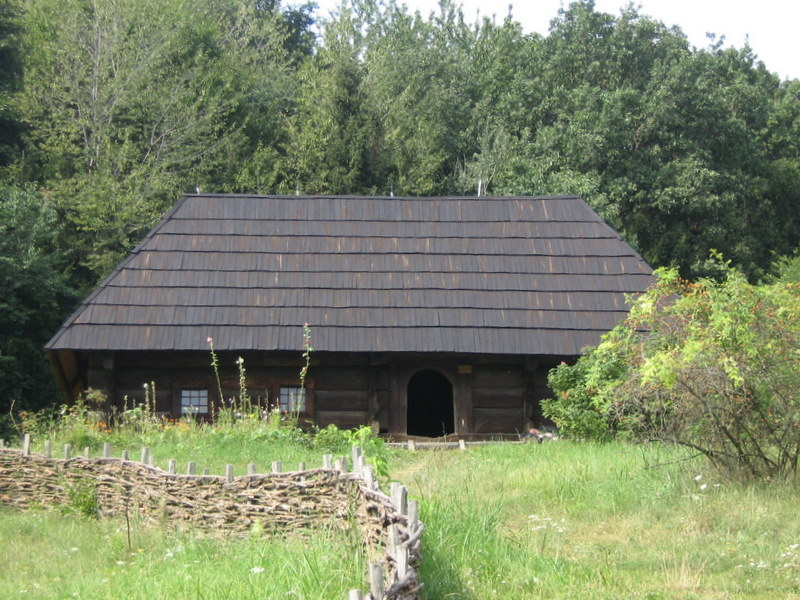
Хата з села Синевирська Поляна, Закарпатська область
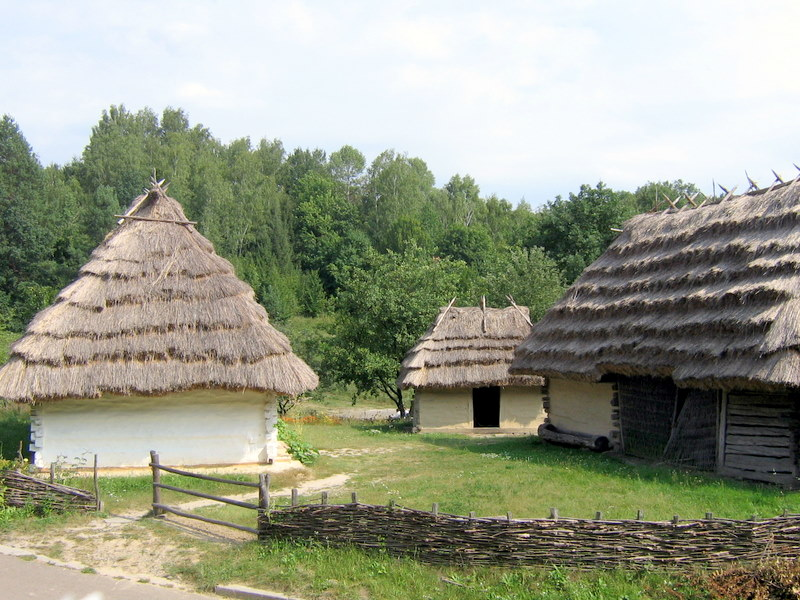
Садиба з села Медведівці, Закарпатська область
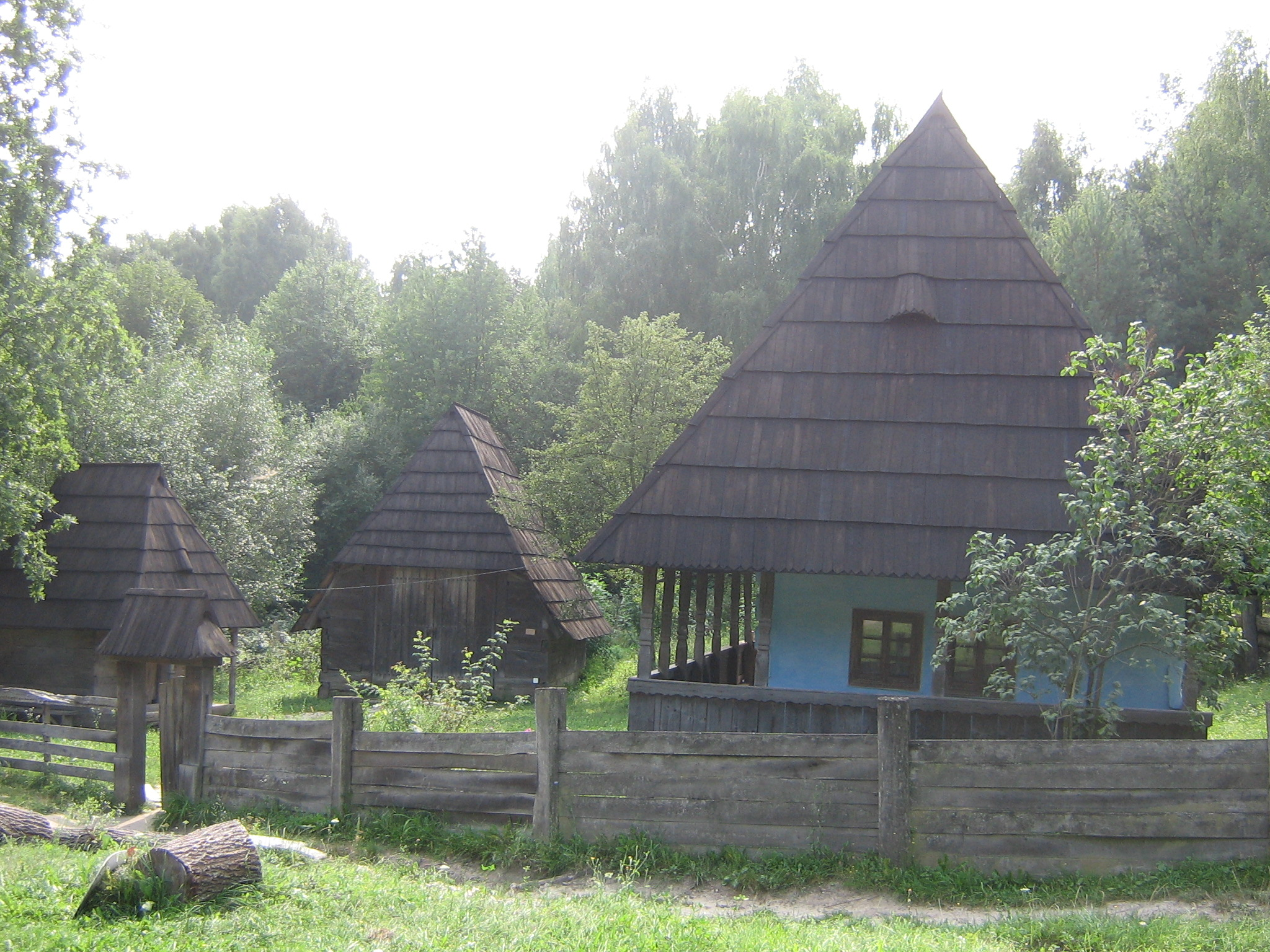
Садиба з села Стеблівка, Закарпатська область

### Вітряки

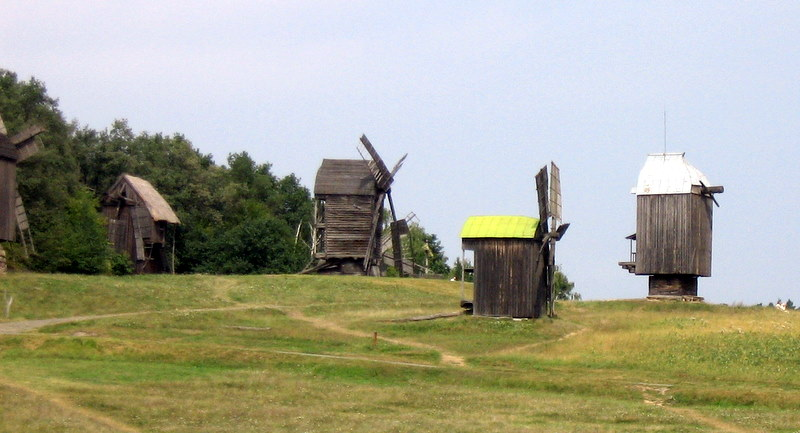
Група вітряків

Млинарство в Україні має тривалу історію. Здавна зерно мололи на жорнах. Незрівнянно досконалішими й продуктивнішими за цей ручний пристрій були водяні млини та вітряки, що поширились в українських землях за середньовіччя.
Якщо на Гуцульщині, Бойківщині й Закарпатті ставили тільки водяні млини, то в інших регіонах України споруджували і вітряки.

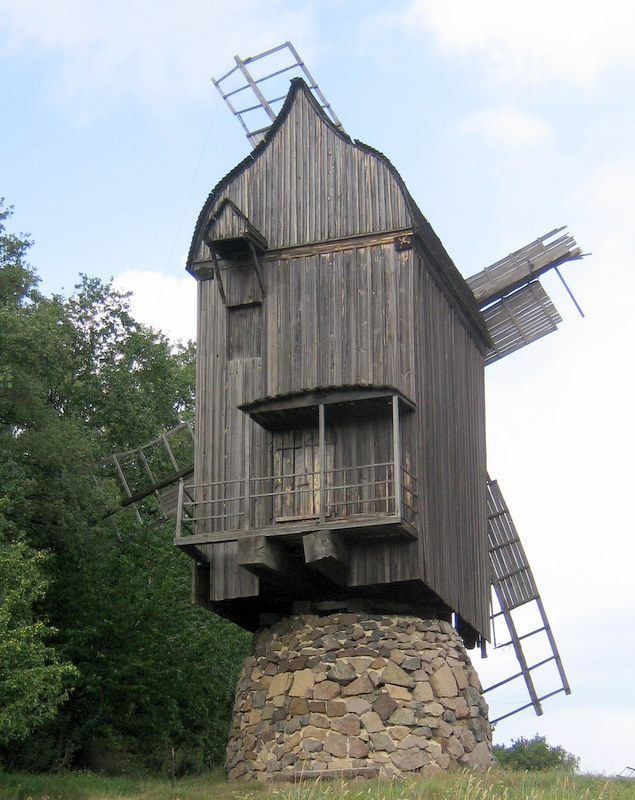

У XIX сторіччі в селах Полтавщини, Слобожанщини, Наддніпрянщини та Півдня України вітряків було значно більше, ніж водяних млинів. Будували їх обіч доріг, у полі чи на пагорбах за селом, поодинці або групами, інколи до кількох десятків разом. Вітряки відігравали важливу роль у забудові сільських поселень, визначали їхнє архітектурне обличчя, формували краєвид українського села.
У степових місцевостях України, особливо на Слобожанщині, вітряки були досить високі, інколи сягали понад 10—12 метрів. Стрункий каркасний або зрубний корпус встановлювався на високому дерев'яному стільці й завершувався шоломоподібним дахом з дощаною чи бляшаною покрівлею. Галереї й піддашки оздоблювали нескладним різьбленням, що надавало слобожанським вітрякам своєрідної привабливості. На відміну від слобожанських на Поліссі вітряки будували на невеликих пагорбах посеред лісу.

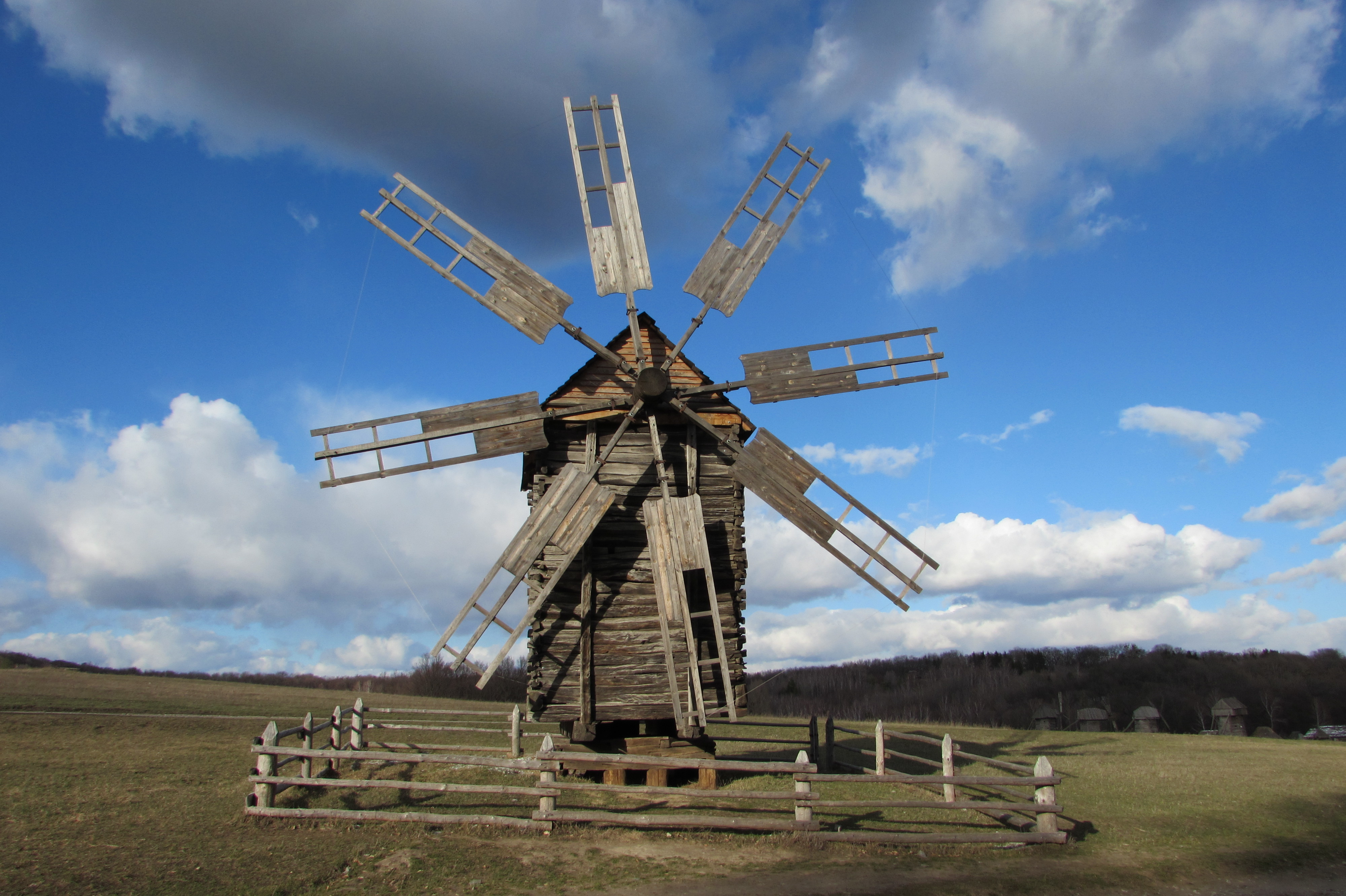
Вітряк з хутору Кудрявий, Сумщина

Для Буковини характерні шестикрилі, стовпового типу вітряки з вишуканими пропорціями. На рівні другого поверху корпус їх має невелике розширення в бічних напрямках. Двосхилі дахи тут покривали ґонтом.

### Південь України

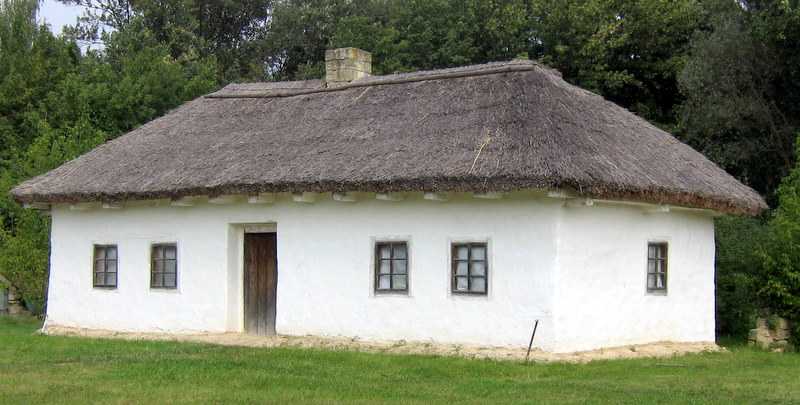
Хата із села Старокозаче Білгород-Дністровського району Одеської області

На Півдні України, у зв'язку з бідністю лісів, основними будівельними матеріалами були камінь і глина з широким використанням вапняку та черепашнику. Житлові споруди переважно нагадували напівземлянкові форми. Як засвідчують історичні джерела, їх здебільшого будували представники козацької бідноти у XVI—XVII століттях. Такі хати мали досить гарні художні оздоблення: стіни обмащували синюватими, як високі небеса, відтінками; декоративне кольорування присутнє також на вуглах, попід стріхою, навколо вікон.

### Українське село 60-х— 70-х років XX століття
Тут представлені сільські будинки з внутрішнім інтер'єром 60—70-х років XX століття з усіх областей України та Автономної Республіки Крим

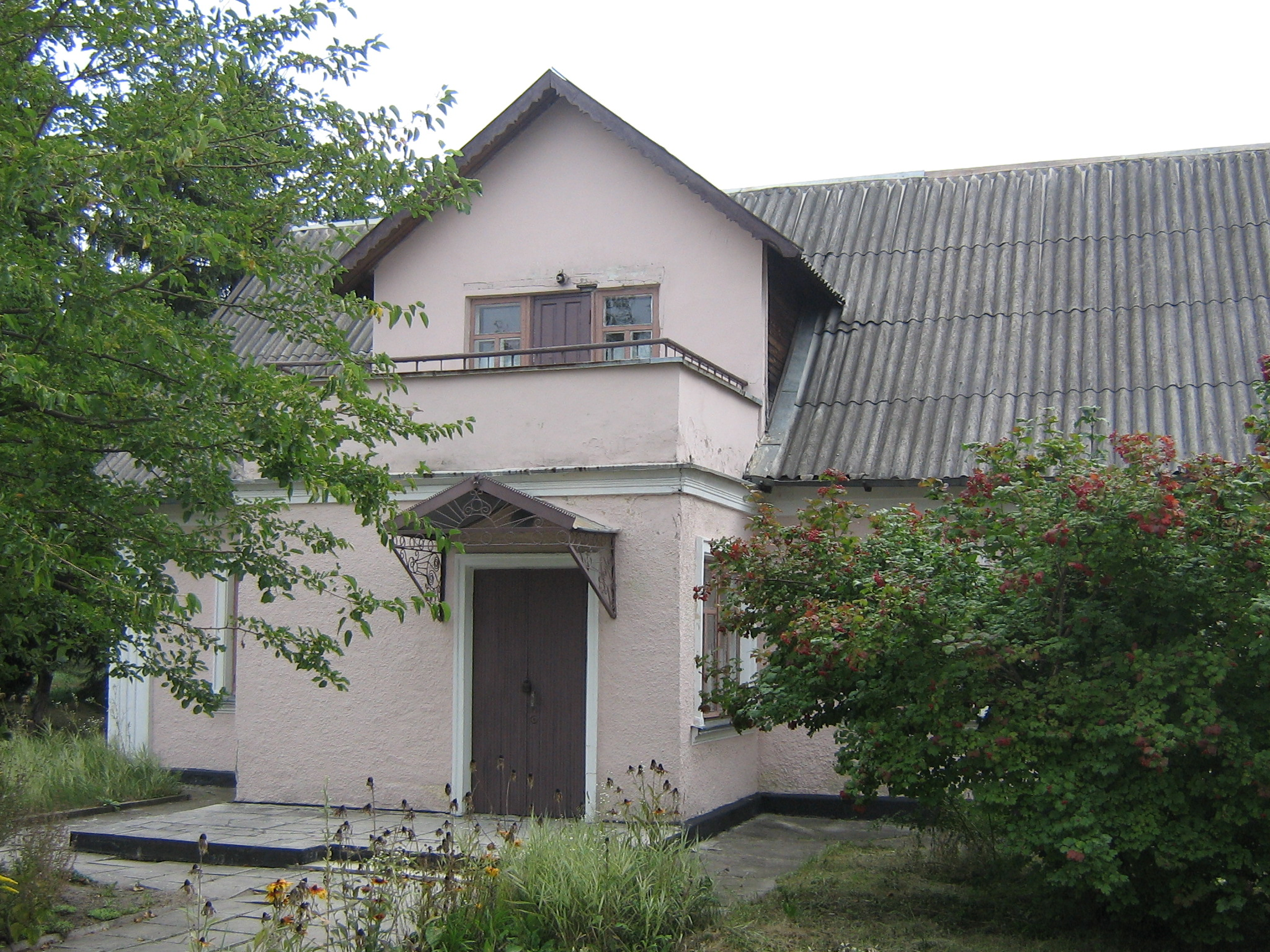
Будинок із  міста Скадовськ Херсонської області
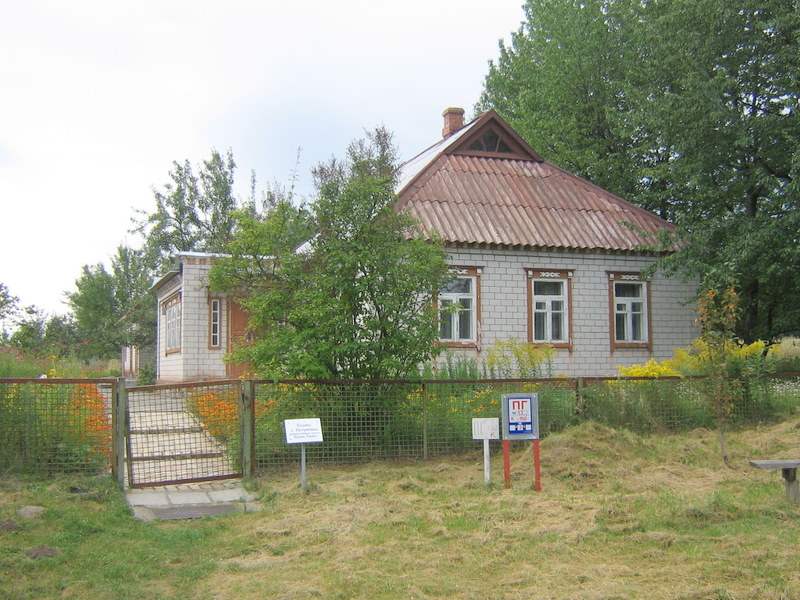
Садиба із села Петриківка Петриківського району Дніпропетровської області
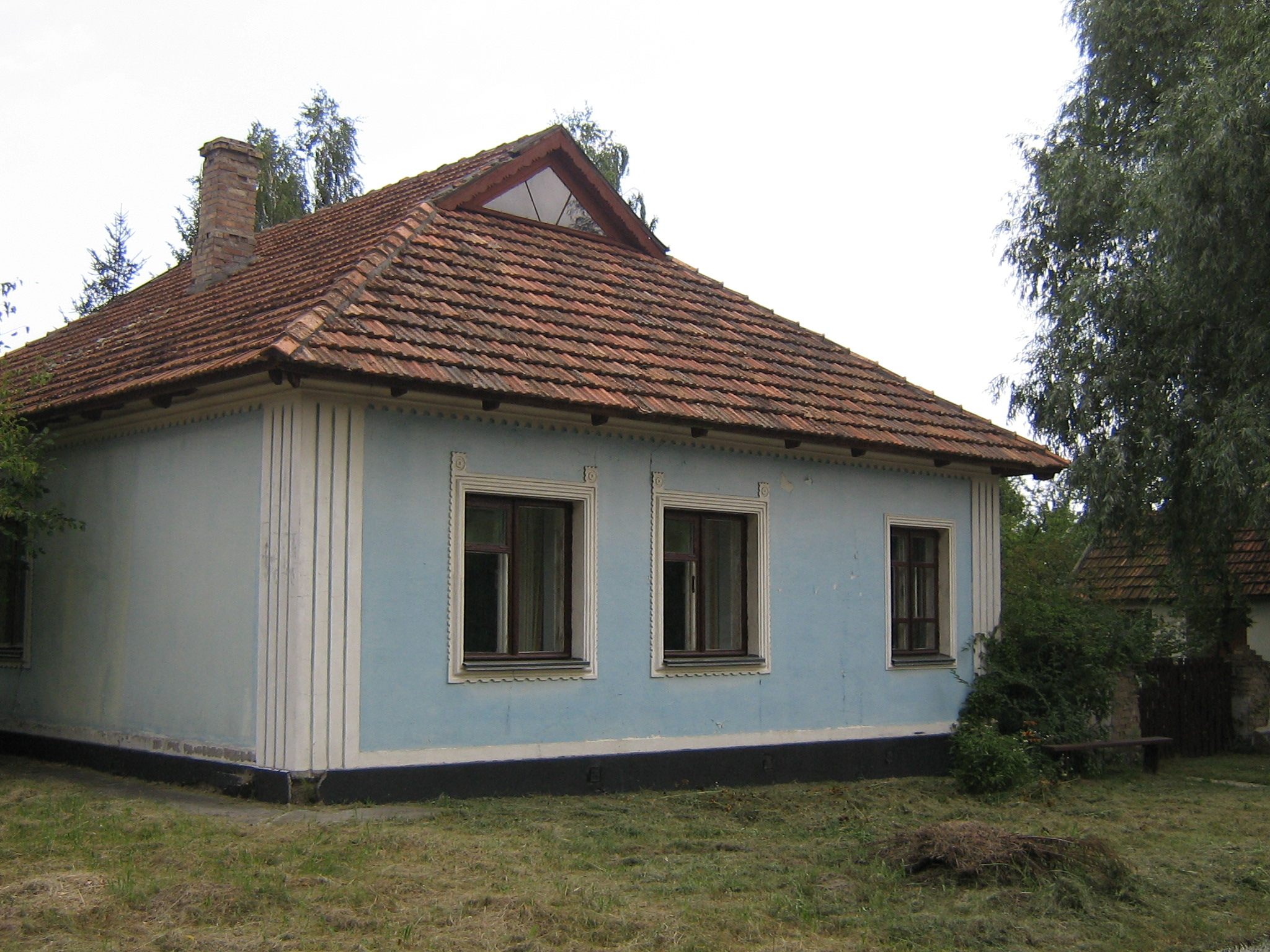
Садиба із села Себине Новоодеського району Миколаївської області
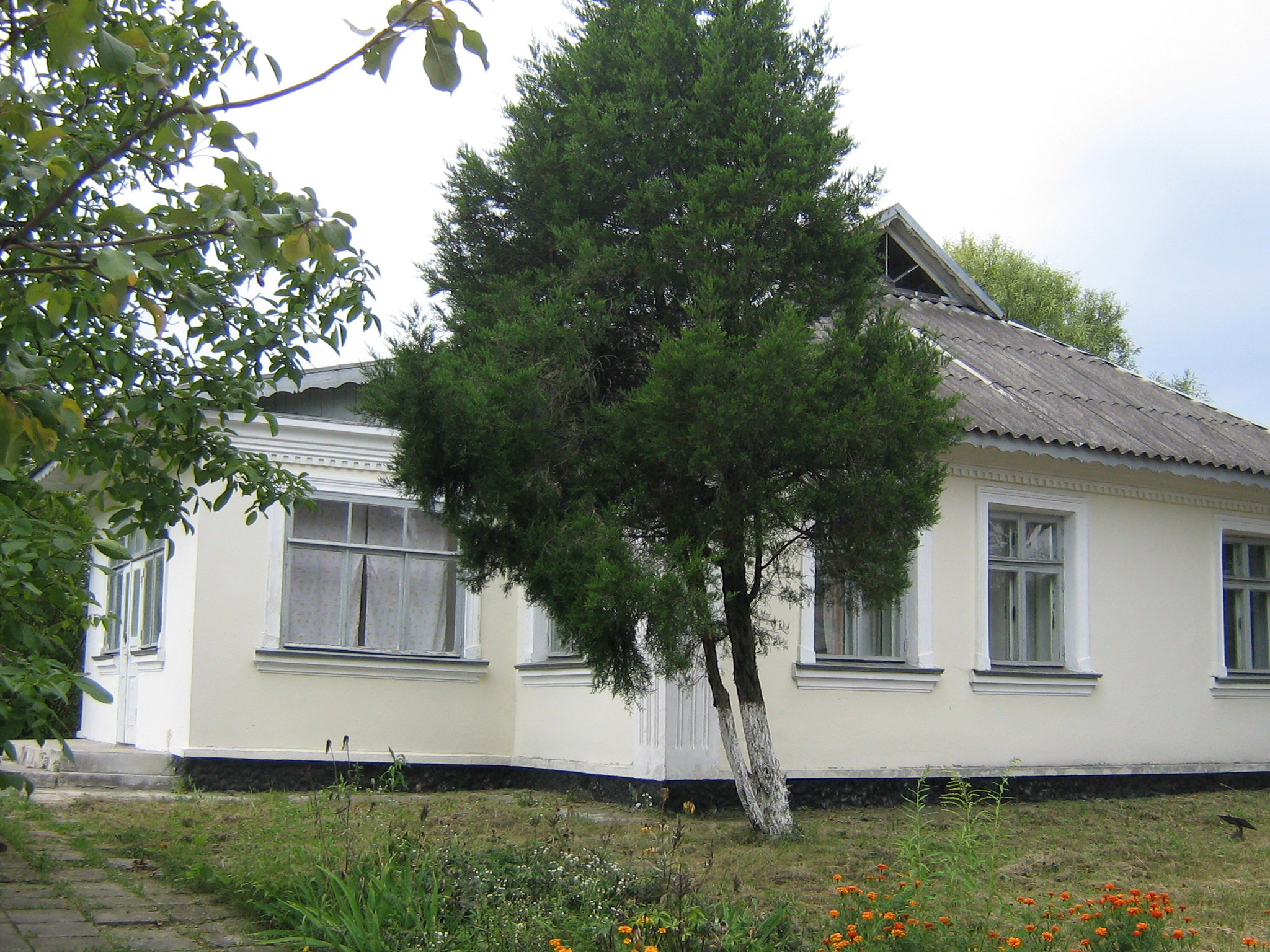
Будинок із села Троїцьке Біляївського району Одеської області
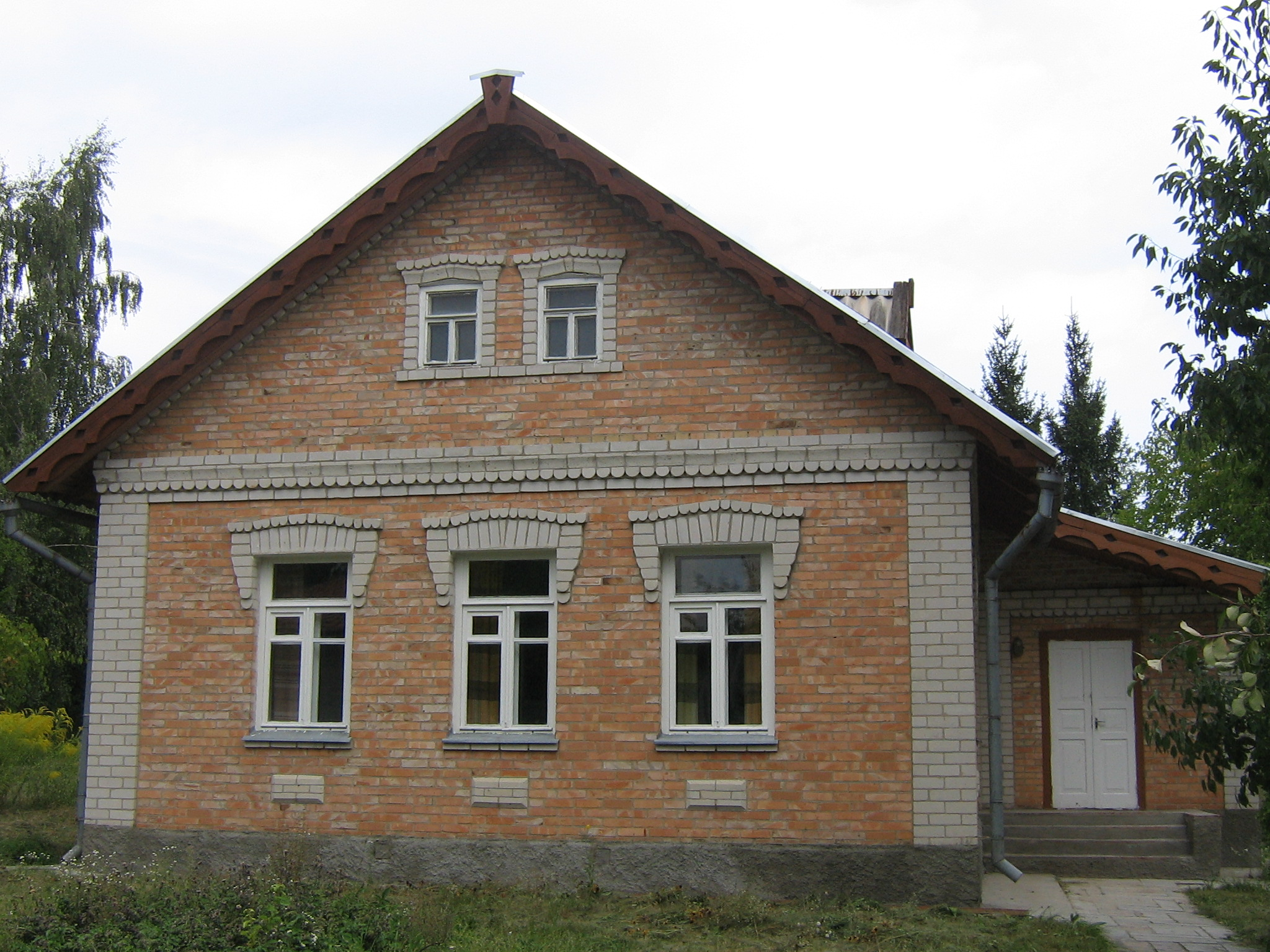
Будинок із села Біленьке Запорізької області
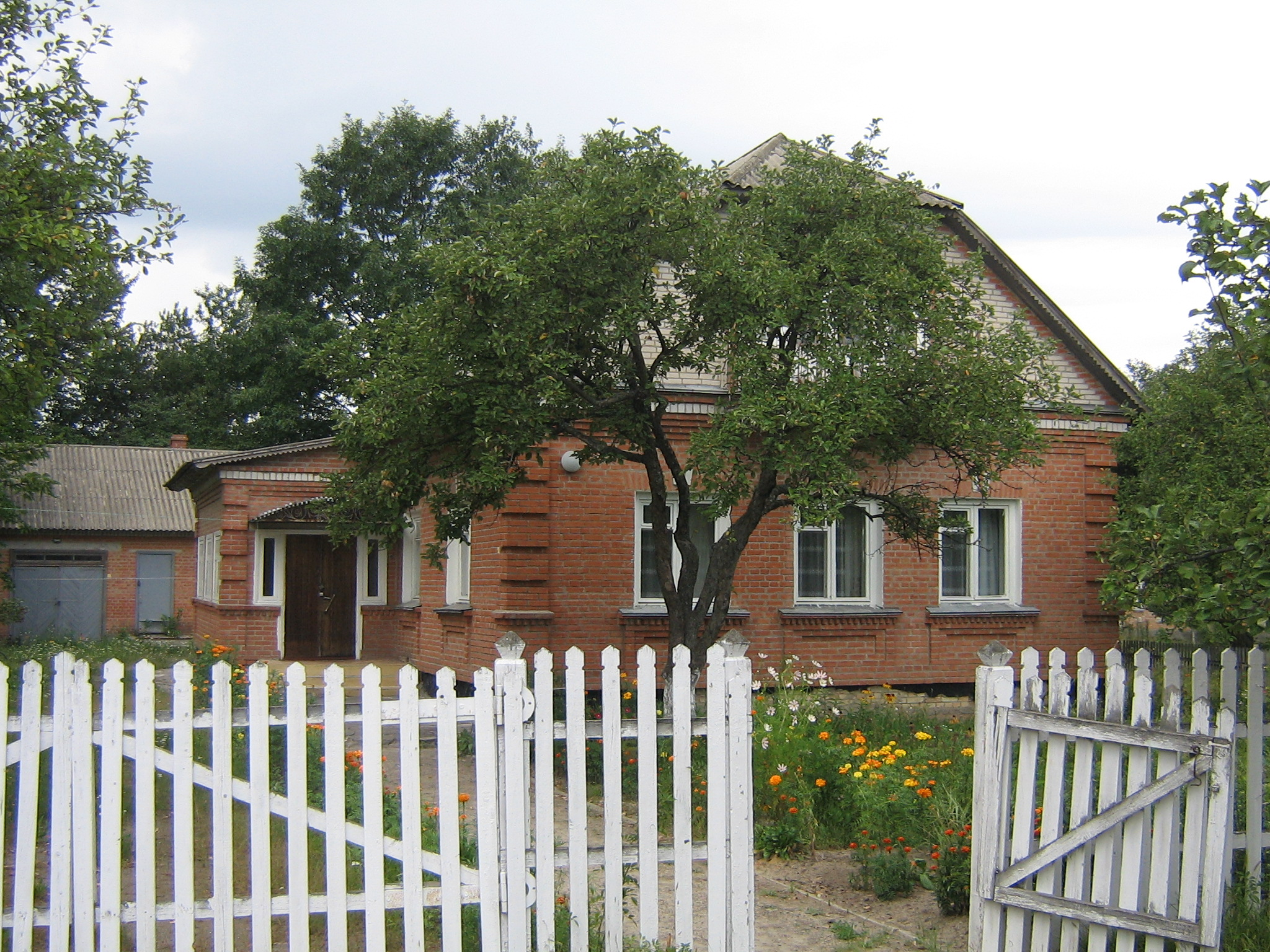
Садиба із  села Кагамлик Глобинського району Полтавської області
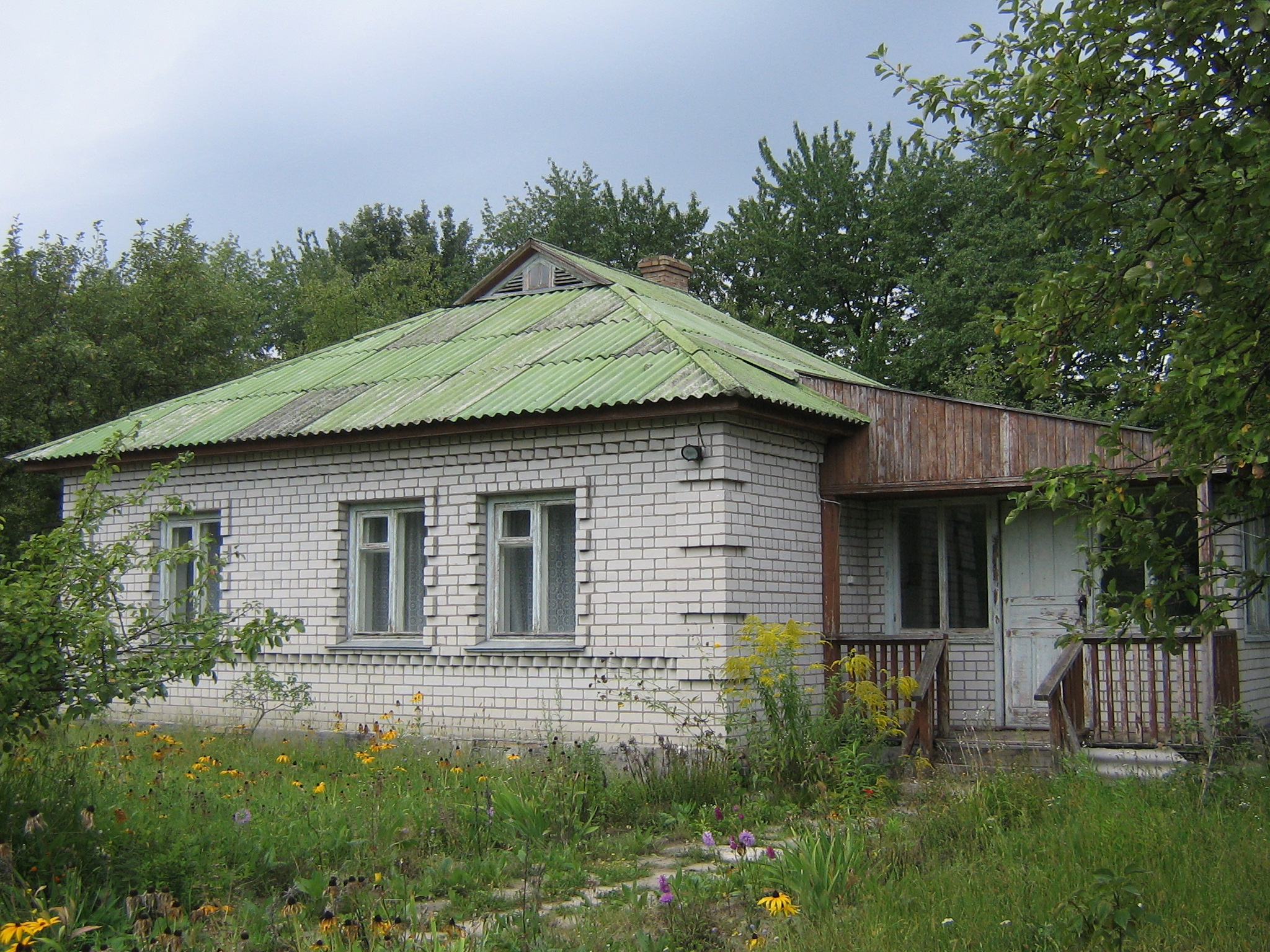
Будинок із села Кримське Новоайдарського району Луганської області
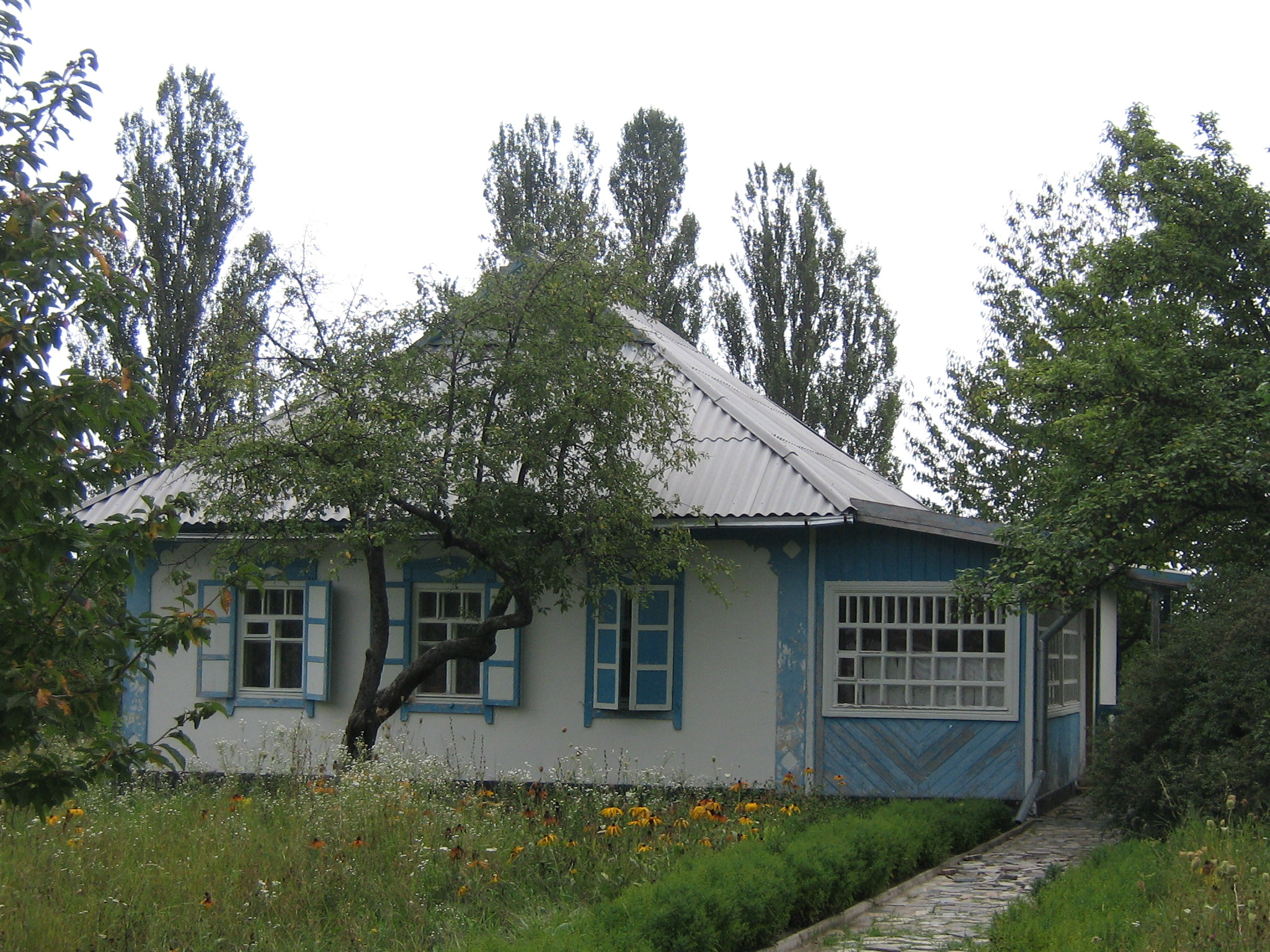
Будинок із  села Ольховчик Шахтарського  району Донецької області

### Пожежі

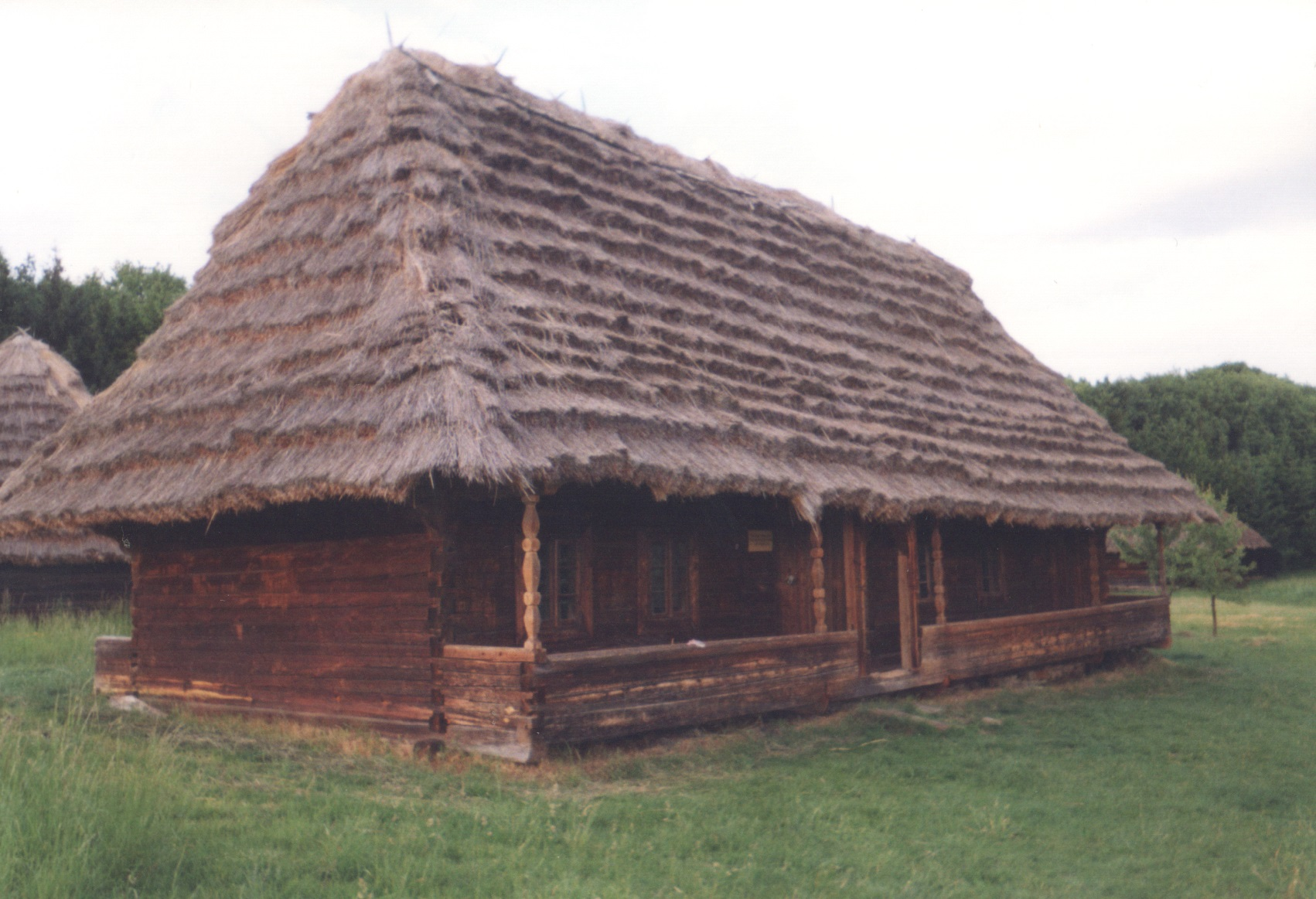
Хата з села Тухолька Сколівського району Львівської області (6 червня 2006 року, до пожежі)

Уночі проти 3 вересня 2006 року на території музею сталася пожежа. Вогнем було пошкоджено будинок сільської управи кінця 19-го — початку 20-го століття. А 15 вересня внаслідок займання згоріли різьблена гуцульська хата 1908 р. з с. Тухолька Сколівського району Львівської області, а також дві традиційні господарські будівлі. Окрім нерухомих пам'яток вогонь знищив низку експонатів у цих приміщеннях (різьблені столи, сволоки, посуд тощо). Спеціалісти МНС назвали причини пожеж — умисний підпал.

## Дозвілля

Святкування Івана Купала (липень 2015)

Святкування Трійці (червень 2016)

Фрагмент найбільшого квіткового прапору України в світі. 23 серпня 2016

Музей є прекрасним місцем для відпочинку. Тут можна покататися на конях, пообідати в численних ресторанчиках (шинках, корчмах, кулішницях) українським борщем, салом чи шашликом.
Свята
За сезон у Музеї відмічають більше двадцяти свят, серед яких є і релігійні: християнські та язичницькі.  Робота з відображення обрядів проводиться співробітниками музею.
У 1983 році з ініціативи етнографів С. Щербань, Л. Орел, П. Вовченка, С. Смолінського, С. Верговського в Музеї було засновано проведення етнографічних ярмарків. Спершу один раз на рік, восени. З практики проведення таких ярмарків виникла потреба проводити їх двічі на рік, на початку травня та вересня. Практично водночас з ярмарками у музейній експозиції створювався український календарний рік − свята, які з часом ставали традиційними − для Музею і для Києва. До музейного календаря увійшли також окремі пам'ятні дати, нерозривно пов'язані з народним життям і побутом.
```
На території Музею проходять фольклорні фестивалі, Свято дитячої творчості, День зеленого туризму, останніми роками
 
— День пасічника (до свята Спаса), День зільника. На Різдво запрошують фольклорні колективи з колядками та щедрівками, на Великдень
 
— з веснянками.
```

Для цілковитого сприйняття образу народної культури різноманітних регіонів України з 1978 р. в Музеї взялися влаштовувати свята народного мистецтва, на яких можна побачити й придбати сувеніри, взяти участь у майстер-класах. Першим свято проводилося в експозиції «Полісся», а за ним щороку святкували в інших експозиціях.
До українського календарного року, що проходять в Музеї увійшло дванадцять традиційних українських свят, які впродовж життя багатьох поколінь стали невід'ємною часткою народного побуту на більшості українських територій. При цьому вони здавна закорінені не тільки в християнській традиції, але й поза нею, виходячи за межі церковних конфесій і громад.
У музеї проводяться свята народної творчості, ярмарки, де можна придбати вироби народних майстрів. Вони збігаються з народними та релігійними святами.
Одним із наймасовіших є щорічне святкування Купала — одного з найзагадковіших та найбільш видовищних народних свят. Його особливістю є велика кількість обрядів, давніх звичаїв та прикмет. У 2016 свято у Пирогові стало по-справжньому масовим, зібравши кілька сотень шанувальників народних традицій. Завершився вечір концертом українських гуртів «ТіК» та «The ВЙО».
До Дня Державного Прапора України в серпні 2016 на території музею був висаджений гігантський прапор України з квітів, який 23 серпня 2016 був включений до Книги рекордів Гіннеса як найбільший квітковий прапор у світі.

### Офіційні сторінки
- Музей просто неба у Пирогові | Офіційний сайт
- Офіційний сайт музею (Застаріла версія)
- Сторінка музею на Facebook
- Сторінка музею в мережі Twitter
- Сторінка музею[недоступне посилання з червня 2019] в мережі Instagram

### Неофіційні сайти
- Неофіційний сайт любителів Національного музею народної архітектури і побуту України
- Неофіційний ресурс про події в музеї
- Музей на сайті Веб-енциклопедії Києва